# Universidad de Antioquia
La Universidad de Antioquia (U. de A.) es una institución de educación superior colombiana, ubicada en el departamento de Antioquia. Fundada en 1803 como una institución pública, la Universidad de Antioquia es reconocida como la segunda mejor universidad pública del país. Su facultad de Medicina es reconocida como la mejor del país.
Su campus principal, Ciudad Universitaria, está ubicado en la ciudad de Medellín, y cuenta además con las sedes de Ciudadela Universitaria de Robledo, Edificio San Ignacio y Área de la Salud. También tiene sedes regionales en los municipios de Puerto Berrío, Caucasia, Santa Fe de Antioquia, Segovia, Amalfi, El Carmen de Viboral, Sonsón, Andes, Carepa, Apartadó, Turbo y Yarumal.Su primera sede regional fue Jesús Mora en Turbo, la cual fue movida años después a mejores instalaciones y se conoce hoy en día como sede Ciencias del Mar. 
Es una entidad descentralizada, organizada como un ente universitario autónomo con régimen especial, vinculada al Ministerio de Educación Nacional en el ámbito de políticas y planeación del sector educativo y en relación con el Sistema Nacional de Ciencia y Tecnología.
Está integrada por 26 unidades académicas divididas en 14facultades, 4 escuelas, 4 institutos y 3 corporaciones que ofrecen cerca de 130 programas de pregrado. En postgrado, ofrece 58 especializaciones, 46 especialidades médicas, 57 maestrías y 23 doctorados, para un total de 184 programas en esa modalidad. Una de las área donde más se ha destacado es la medicina, según la lista de clasificación QS desde 2019 posee el mejor programa de medicina del país y uno de los mejores 15 de Latinoamérica. Así mismo, el Times Higher Education cataloga el programa como uno de los 3 mejores programas del país, además de ser el 2016 el año donde la institución obtuvo su mejor clasificación con el segundo puesto.
Recibió la acreditación institucional de alta calidad del Ministerio de Educación Nacional el 5 de septiembre de 2003, por un lapso de 9 años, convirtiéndose en la primera universidad pública en lograrlo. El 14 de diciembre de 2012, la universidad recibió la renovación de la acreditación institucional de alta calidad de forma consecutiva, por parte del Consejo Nacional de Acreditación, y por un periodo de 10 años, siendo, junto con la Universidad de los Andes, la Universidad Nacional de Colombia y la Universidad del Valle, las únicas en obtener el reconocimiento del mayor número de años de acreditación institucional en el país. Y aparece en numerosas clasificaciones junto a otras instituciones de calidad, en 2020 clasificó segunda mejor universidad Colombiana en el portal Donde Estudiar y primera cómo mejor universidad pública en Colombia.
Además de destacarse en el campo académico y en investigación, también sobresale como un importante centro cultural. La universidad cuenta con instituciones y dependencias universitarias que promueven la cultura y las artes, como el Museo Universitario, la Biblioteca Central, la Editorial U. de A., la Emisora Cultural y el Centro Cultural Carlos E. Restrepo de la Facultad de Artes. Adicionalmente cuenta con una escuela de idiomas que a través del programa Multilingua facilita los intercambios académicos y culturales de sus estudiantes, mediante este programa se puede aprender los siguientes idiomas: francés, alemán, italiano, chino mandarín, portugués, japonés, además de algunas lenguas ancestrales colombianas como Kriol, Ẽbẽra Chamí, Wayuunaiki  y Mɨnɨka.

## Historia
En los tiempos virreinales, (Virreinato de Nueva Granada), la sociedad antioqueña dependía de los colegios y universidades bogotanas y de los seminarios payaneses para la educación de sus hijos. Desde finales del período virreinal los vecinos de la Villa de Medellín, actual capital del Departamento, solicitaron a la Corona española permiso para crear un colegio-convento.

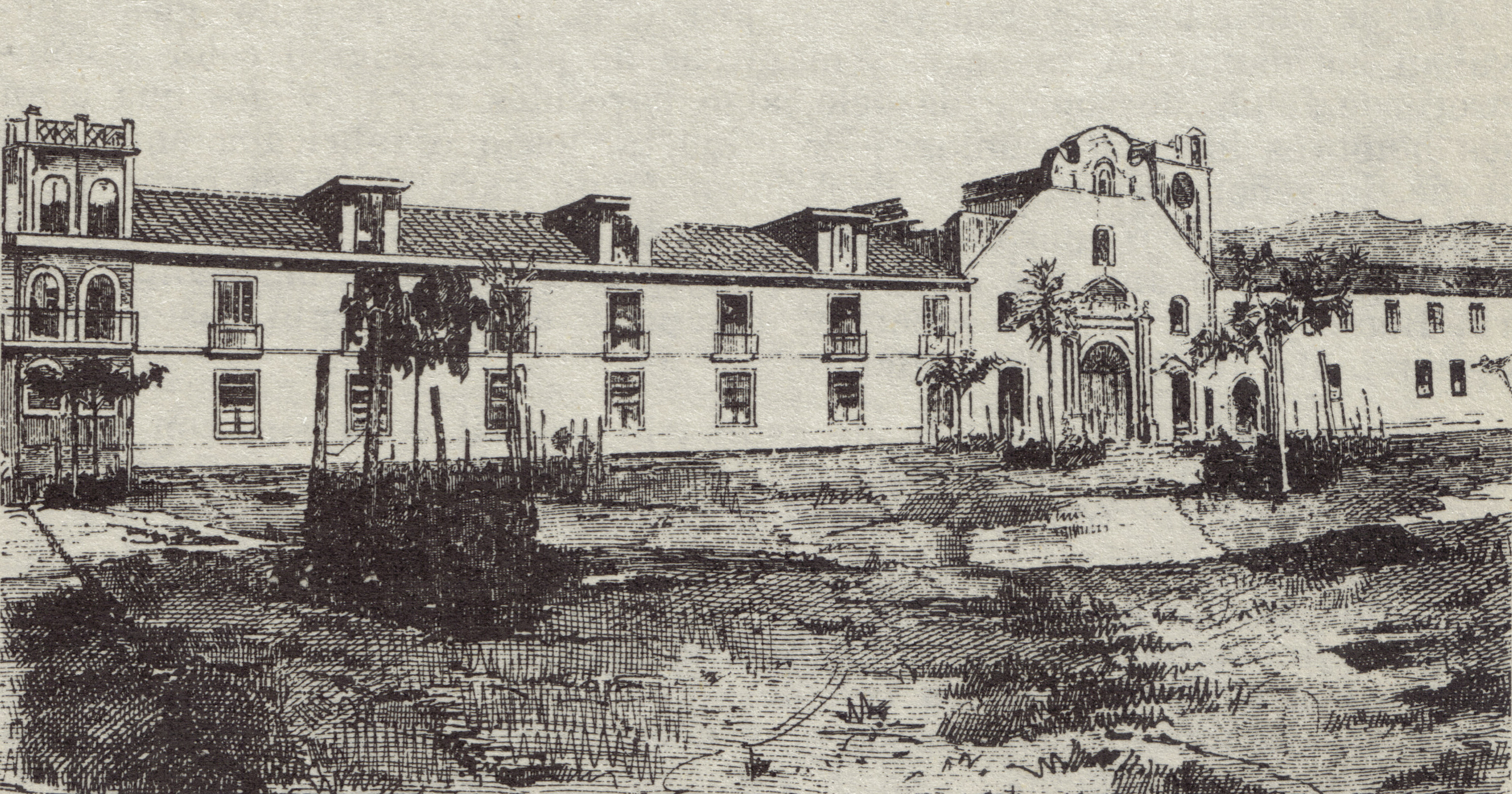
Universidad de Antioquia (izquierda) antes de la gran reforma. En el medio Iglesia de San Ignacio y al otro costado quedaba el colegio de San Ignacio.

```
Esta primera fundación 
franciscana
 inició sus labores en el año de 1803, con la enseñanza de la 
Gramática
, la 
Filosofía
 y el 
Latín
, en un local del costado norte de lo que hoy es el 
Parque de Berrío
, bajo la dirección de 
Fray Rafael de la Serna
. El 2 de agosto del mismo año se puso la primera piedra y se inició la construcción de lo que actualmente es, en la Plazuela de San Ignacio, el Paraninfo, Aula Máxima de la Universidad.
```

El Real Colegio de Franciscanos entró en receso con la revolución de la independencia de Colombia, pero sirvió de base para las cátedras de gramática y filología que dictaron los próceres de la independencia Miguel Uribe Restrepo, Liborio Mejía y José Félix de Restrepo.
En 1822, consolidada la independencia nacional, el vicepresidente de la República, General Francisco de Paula Santander, promovió la instauración de un nuevo plan educativo en el plantel, que adquirió el nombre de Colegio de Antioquia. Cinco años más tarde, el presidente Simón Bolívar concedió la autorización para impartir enseñanza en jurisprudencia.

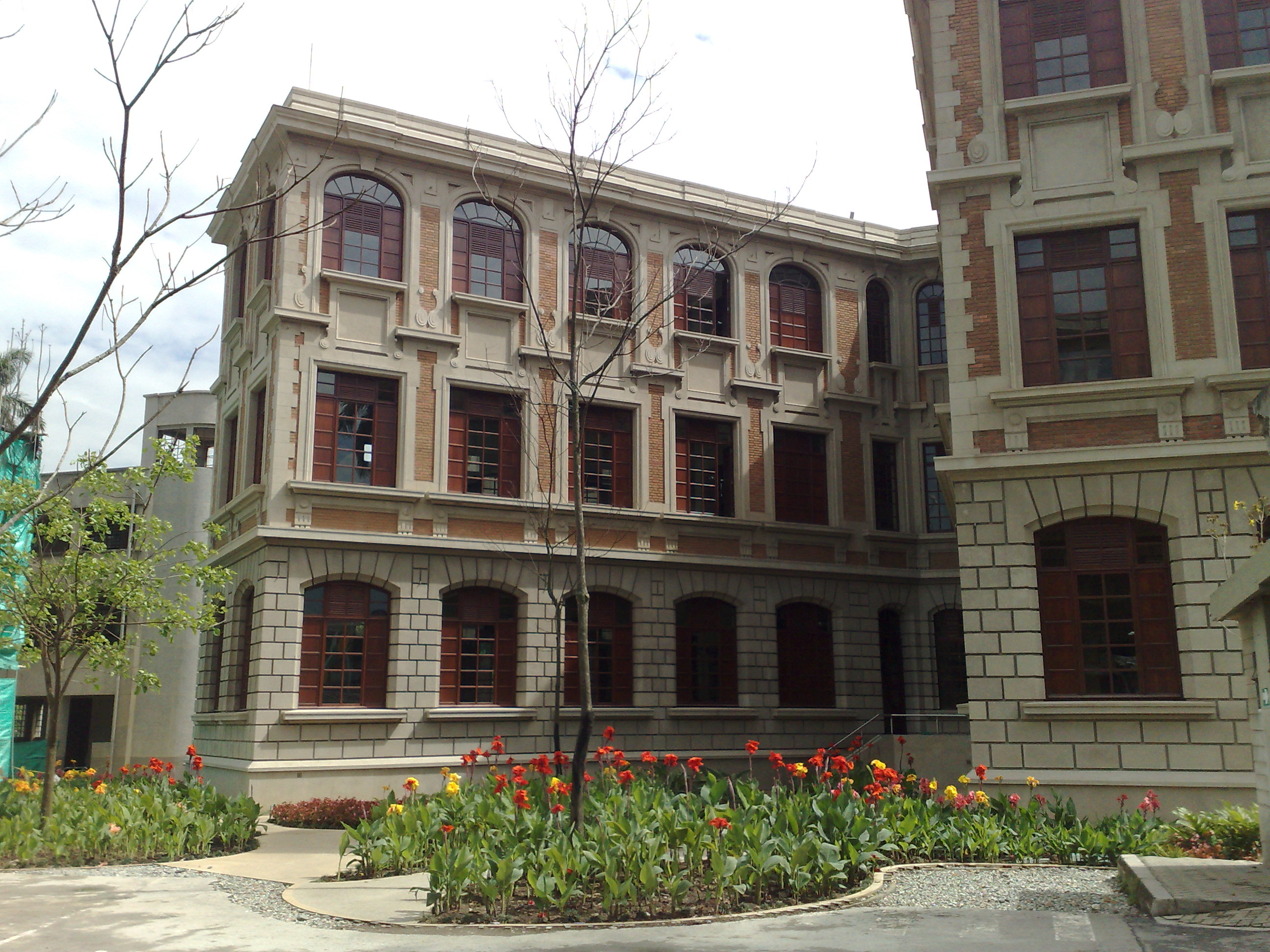
Facultad de Medicina.

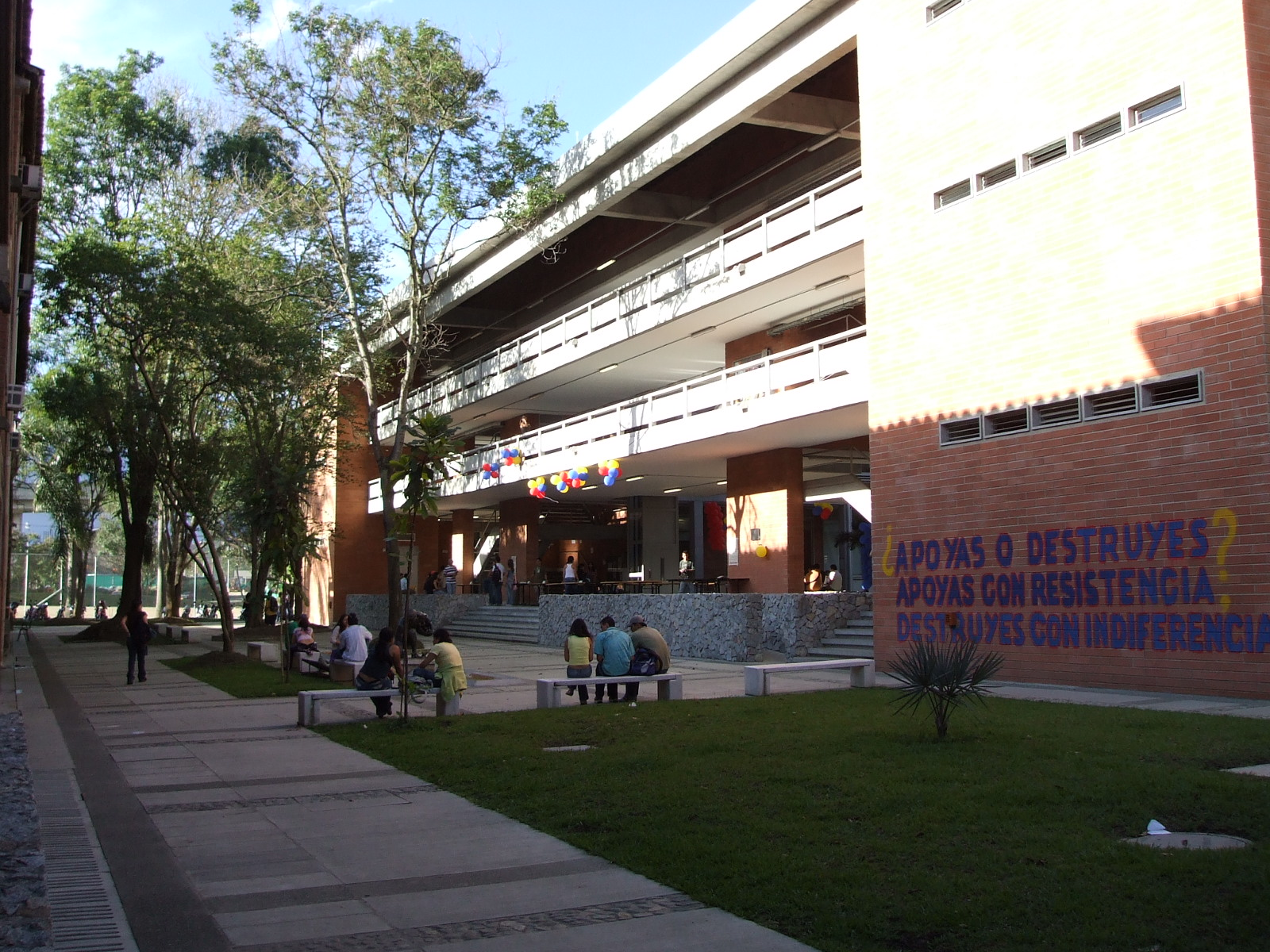
Facultad de Ingeniería.

Una vez establecido el nuevo colegio, se terminó el edificio que había empezado Fray Rafael de la Serna; sin embargo, con el correr de los años la Institución tuvo diferentes denominaciones y que corresponden a las exigencias que el proceso histórico, político, económico y social impuso. En 1822 se llamó Colegio de Antioquia; en 1832, Colegio Académico; en 1853, Colegio Provincial de Medellín; y en 1860 tomó el nombre de Colegio del Estado el cual coincide en un periodo de 10 años de tranquilidad política, lo que propició la transformación del colegio en institución de educación superior, organizada en torno a escuelas y con la potestad de otorgar títulos profesionales en las diversas áreas del conocimiento. En la gobernación de Pedro Justo Berrío, se convirtió en Universidad de Antioquia el 14 de diciembre de 1871.
La vida de la institución por aquellos años estuvo marcada por la estabilidad y el desarrollo regional a través del excelente desempeño de sus egresados, que se desempeñaron como abogados, jueces, médicos, artesanos y maestros en las diferentes localidades antioqueñas. Este período de largo avance en cuanto al número de alumnos, profesores y cátedras impartidas, así como por el número de graduados, se vio frenado en 1876 con el estallido de una de las guerras civiles más desastrosas que se presentaron en suelo antioqueño. Permaneció cerrada hasta 1878, reinició labores con 76 estudiantes y con un cuerpo docente reducido a su mínima expresión. Resurgió con el nombre de Colegio Central de la Universidad y sin escuela de medicina.
A partir de 1881, un exalumno, el abogado e historiador Álvaro Restrepo Eusse, asumió la rectoría del plantel y empezó la recuperación del tiempo perdido. Los estudios de medicina avanzaron enormemente, gracias a las prácticas que realizaban los estudiantes en el Cementerio de San Lorenzo y en el Hospital San Juan de Dios. Un año después, la Universidad de Antioquia recuperó su nombre y puso en funcionamiento las facultades de Filosofía y Letras, Jurisprudencia y Medicina. Cabe destacar la oleada de estudiantes procedentes de otros departamentos de Colombia: Cauca, Cundinamarca, Boyacá, Bolívar, Santander y Tolima.
En noviembre de 1916 se restauró el paraninfo y se dio remate a la obra de revestimiento y modernización de la fachada principal del edificio. Allí funcionaron las secciones de bachillerato, las facultades de derecho, y medicina y por algún tiempo la Escuela de Minas, que formó parte integrante de la Universidad y se desmembró definitivamente de ella en 1911. En 1918 empezaron a funcionar en edificios independientes las facultades profesionales que entonces existían, lo mismo que las creadas posteriormente, a cargo de los respectivos decanos o directores, sin que la separación material haya roto la unidad universitaria, mantenida por el rector, y el consejo directivo de la Universidad.
Entre la década del treinta y cuarenta, se crearon la Revista Universidad de Antioquia (1935), la Emisora Cultural (1933), se reorganizó la biblioteca dando paso a la Biblioteca Central (1935), y se crearon los museos de Ciencias Naturales (1942) y el de Antropología (1943) que luego darán origen al Museo Universitario en 1970. Todas estas instituciones han sido hasta el presente los ejes básicos de la Extensión Cultural y del aporte al conocimiento y conservación de la cultura regional.
En los años cincuenta la Universidad de Antioquia tenía un poco más de mil estudiantes en una serie de facultades esparcidas por toda la ciudad de Medellín las cuales tenían grandes carencias y problemas, se empezó a ver la necesidad de mejorar y transformar la institución.
En 1960, se creó el Instituto de Estudios Generales "se ponía la filosofía en el centro y en la base de la formación académica de todas las facultades de la Universidad, para que desde allí se desprendieran otros saberes prácticos y profesionales como las ramas de un mismo tronco". La Filosofía se constituía, así, en el centro de la formación académica.
En la misma década del sesenta, bajo el impulso del Gobernador de la época el médico Ignacio Vélez Escobar, y con créditos y ayudas internacionales, se llevó a cabo la construcción de la Ciudad Universitaria. El traslado de la Universidad a la actual Ciudad Universitaria se inició en 1968 (aún sin terminar). Su construcción se había proyectado para quince mil estudiantes, cifra que en ese momento resultaba exagerada; el diseño arquitectónico contó con la asesoría de representantes de las entidades extranjeras que habían contribuido a financiar la obra y obtuvo el Premio Nacional de Arquitectura. La Ciudad Universitaria no era el único signo visible de la transformación de la Institución: cambios académicos, administrativos y pedagógicos estaban anunciando el advenimiento de la Universidad de masas; desaparece el Instituto de Estudios Generales para dar paso a la Facultad de Ciencias y Humanidades.

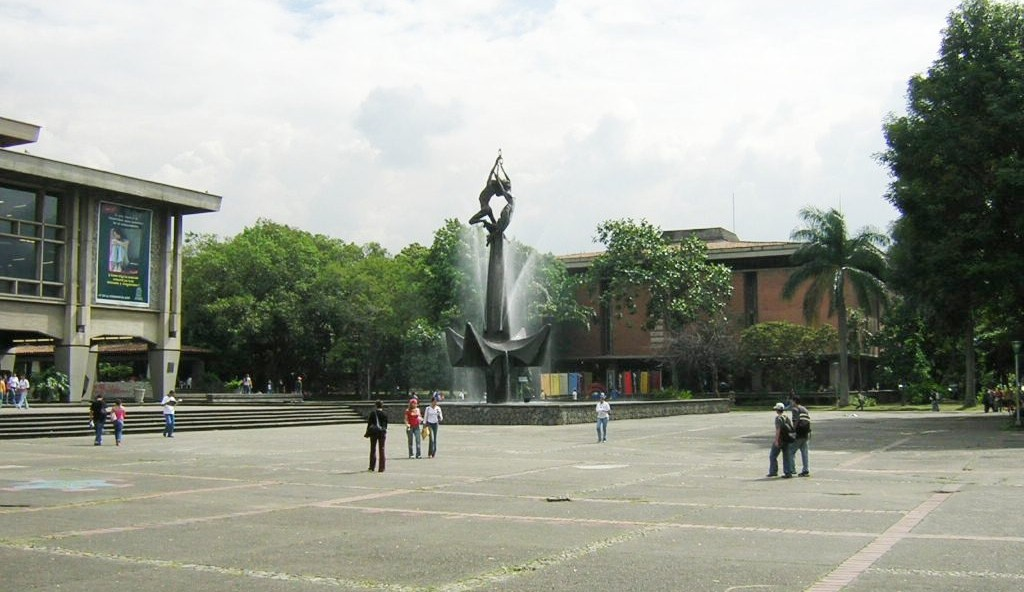
Plazoleta Central, Ciudad Universitaria.

En la década del ochenta vinieron nuevos cambios: en 1984 se creó el Departamento de Publicaciones de la Universidad como importante recurso en la difusión de la cultura; en 1988 se creó el Instituto de Estudios Políticos; y en 1989 se creó el Instituto de Estudios Regionales. Estos cambios surgieron en un nuevo contexto donde se reconocía la actividad investigativa como vital función de la Universidad.
En los años noventa se caracterizó por un nuevo perfil del estudiante y del profesor. En 1993, el proyecto universitario se enmarcó en cuatro puntos en los cuales se consideraba la sociedad como valor fundamental en las actividades universitarias: apertura a las distintas corrientes del pensamiento, la ciencia y la técnica; construcción de alianzas estratégicas con las organizaciones civiles y productivas y con el Estado; desarrollo de una ética creadora de puentes entre los distintos estamentos universitarios; y la aceptación de la Universidad como bien público.
En esa década –en concordancia con la Misión de la universidad como espacio donde impera la crítica, la consolidación de una comunidad académica con reconocimiento internacional, el mejoramiento de la calidad, el fortalecimiento de la investigación y la modernización de los modelos pedagógicos– surgieron entre otros los siguientes programas: "De País en País" (1991), la Dirección de Relaciones Internacionales (1992), los semilleros de matemáticas y de otras dependencias (1993), Expo-universidad (1993), se extienden programas a la región de Urabá (1994) y a la región del Bajo Cauca (1996) el Programa Guía Cultural (1995), Agenda Cultural alma mater(1995), y el Programa Universidad, Valores y Vida (1996).
En 1999, a partir de reconocimientos ya existentes, se crean los Premios Nacionales a la Creación en las Artes y en las Letras; los cuales desde 2001 se denominan Premios Nacionales de Cultura Universidad de Antioquia.

## Organización

### Gobierno universitario

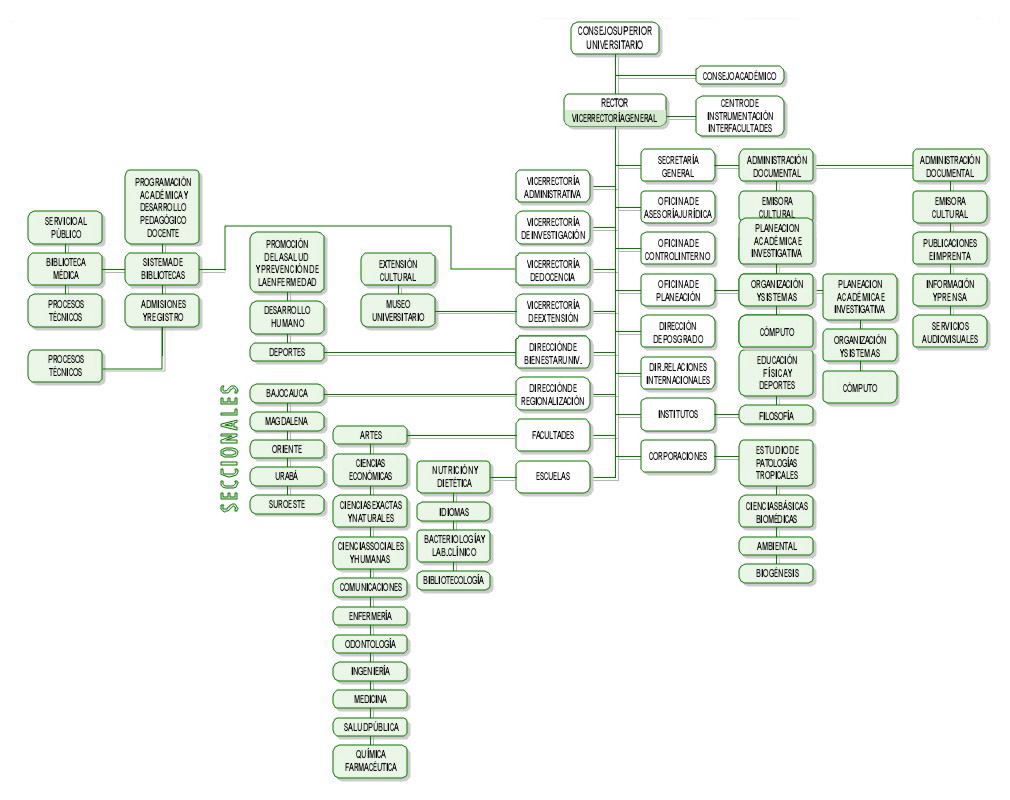
Organigrama de la Universidad de Antioquia

El gobierno universitario de la U. de A. está constituido principalmente por el Consejo Superior Universitario máximo órgano de gobierno, por el Consejo Académico máxima autoridad académica y por el Rector, primera autoridad ejecutiva de la Institución.

#### Consejo Superior Universitario
El Consejo Superior Universitario es el máximo organismo de dirección y gobierno de la Universidad. Está integrado por el Gobernador del departamento de Antioquia, quien lo preside, el Ministro de Educación Nacional o su delegado, un representante del Presidente de la República, y representantes del Consejo Académico, profesores, estudiantes, Egresados, sector productivo, ex rectores, y el Rector de la Universidad, con voz y sin voto.
Entre las funciones están el definir las políticas administrativas y de estructura organizativa de la Universidad, velar para que la marcha de la Institución esté acorde con las disposiciones constitucionales y legales, adoptar el Plan de Desarrollo de la universidad y evaluarlo periódicamente, aprobar o modificar planes, proyectos en función de la misión y visión de la Universidad, garantizando una educación pública de calidad que favorezca la preparación de profesionales que con su excelencia contribuyan al progreso y desarrollo social.
Entre sus funciones esta crear y modificar los estatutos y demás normas universitarias, velar para que la Institución esté acorde con la ley. Aprobar el presupuesto. Nombrar al Rector para un período de tres años, de candidatos presentados por los miembros de la Corporación y por el personal universitario. Establecer la estructura organizativa, con niveles jerárquicos, competencias y funciones, de las unidades del área administrativa de la Universidad, para que estas constituyan un apoyo efectivo a las dependencias académicas y cooperen con ellas en las actividades que les son comunes.

#### Consejo Académico
El Consejo Académico es la máxima autoridad académica de la Universidad. Está integrado por el Rector, quien lo preside; Los Vicerrectores de Investigación, de Docencia, de Extensión, y Administrativo; los Decanos de Facultad; un representante de los profesores y otro de los estudiantes, elegidos por los representantes profesorales o estudiantiles ante los Consejos de Facultad, para un período de dos años.
Entre sus funciones esta fomentar el desarrollo académico de la Institución, adoptar las políticas académicas referentes al profesorado y al estudiantado, establecer los calendarios académicos, aprobar los planes de investigación, curriculares y de estudio, y de extensión que deba ejecutar la Universidad, y evaluarlos periódicamente, crear o suprimir programas académicos, en general el Consejo Académico es el encargado de la administración académica de la universidad.

#### Rectoría

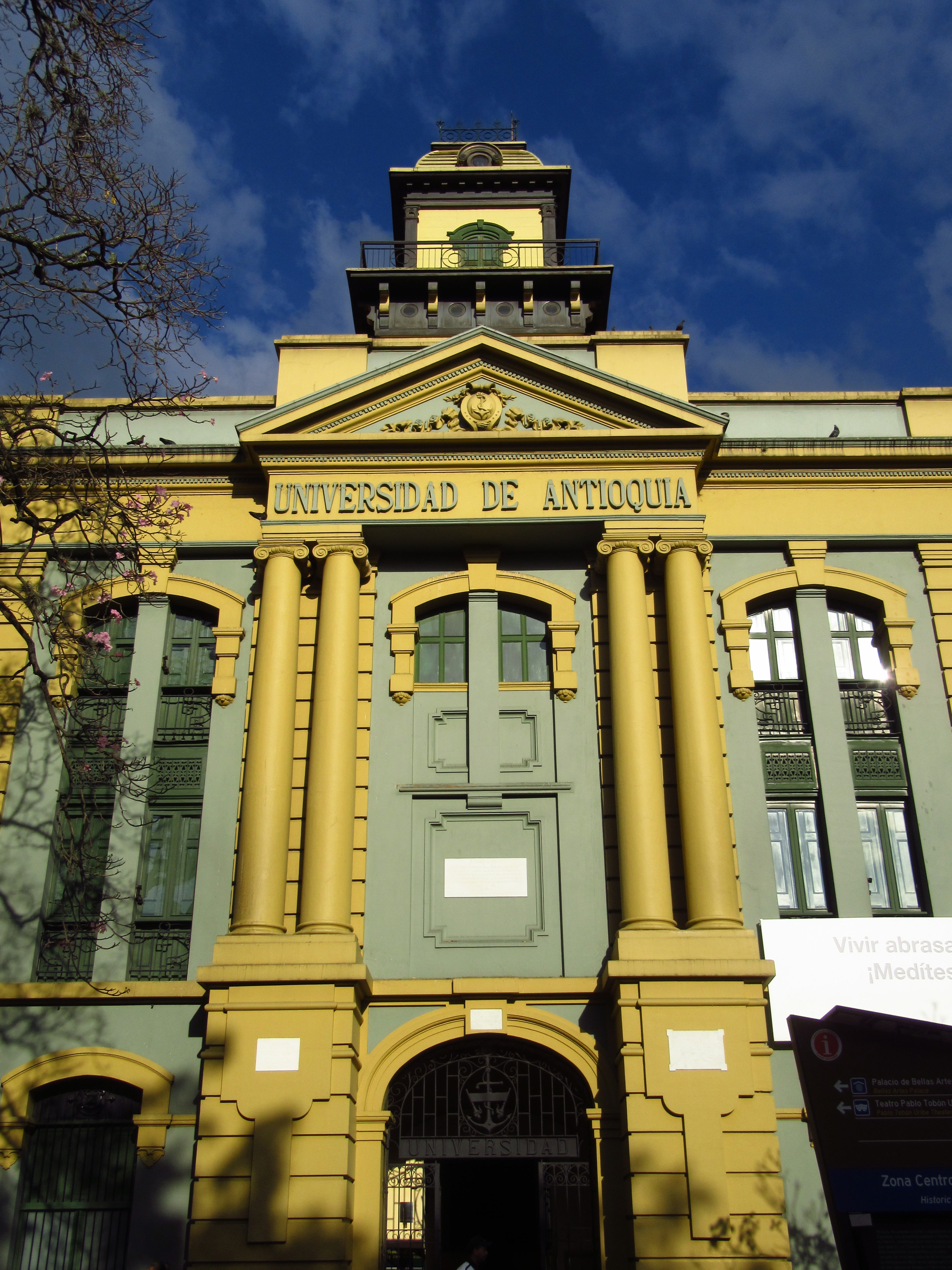
Paraninfo de la Universidad.

El rector es el representante legal y la primera autoridad ejecutiva de la Universidad. Es responsable de la gestión académica y administrativa, y de adoptar las decisiones necesarias para el desarrollo y buen funcionamiento de la Institución. El cargo de rector es incompatible con el ejercicio profesional y con cualquier otro cargo público o privado.
Entre sus funciones esta dirigir el funcionamiento general de la Universidad, trabajar por su crecimiento y disponer, o proponer a las instancias correspondientes, las acciones necesarias para lograr los objetivos institucionales, dirigir y fomentar las relaciones nacionales e internacionales de la Institución.
El rector conforma y dirige la Rectoría, constituida además por: los vicerrectores general, de Investigación, de Docencia, de Extensión y Administrativo, así como los directores de la administración central y el secretario general.

### Áreas académicas
La Universidad está integrada por 26 unidades académicas divididas en 14 facultades, cuatro escuelas, cuatro institutos y tres corporaciones que ofrecen cerca de 130 programas de pregrado, y en postgrado, se ofrecen 23 doctorados, 58 especializaciones, 46 especialidades médicas, 57 maestrías, para un total de 184 postgrados. El personal docente de la universidad es de 1853 profesores (2011) de los cuales, 497 son doctorados, 459 tienen una especialización, 727 con maestrías y 170 pregrado-profesional.
Están inscritos aproximadamente 37 032 estudiantes (2011), de los cuales 34 685 son de pregrado y 2347 de postgrado, sin embargo esta información varía cada semestre.
La facultad es la dependencia básica y fundamental de la estructura académico administrativa de la Universidad, con la autonomía que los estatutos y los reglamentos le confieren para darse su organización interna, administrar sus recursos, planificar y promover su desarrollo, coordinar, dirigir y administrar investigación, docencia y extensión, en todas sus modalidades y niveles. Es dirigida por el Decano y el Consejo de la Facultad.
La Facultad está constituida a su vez, por Institutos o Escuelas y por Departamentos Académicos o Centros. Los Institutos y las Escuelas ocupan el primer orden en la estructura; los Departamentos Académicos y Centros, el segundo. Además, algunas Escuelas e Institutos no pertenecen a ninguna Facultad, siendo autónomos e independientes casi como cualquier facultad y cada uno está dirigido por un Director.

### Admisión
La admisión a la universidad está dividida en dos procesos distintos de acuerdo a los niveles educativos, uno para pregrados y otros para posgrados.

#### Pregrado
La admisión para pregrado se efectúa a través de un examen de conocimiento que se realiza dos veces al año y es administrado por el Departamento de Admisiones y Registro, que a su vez es una dependencia de la Vicerrectoría de Docencia.
El examen de admisión es un instrumento con el que se miden habilidades y conocimientos básicos aprendidos durante la secundaria, así como también el conocimiento en el área a la que se desea presentar. Desde el examen de admisión para el semestre 2016-1 se evalúa al aspirante con respecto a la carrera a la que desea ingresar.
El examen consta de dos componentes: Prueba de Competencia Lectora (Lengua Materna) con una ponderación del 50% del examen, Prueba de Razonamiento Lógico (Lógica Matemática) con una ponderación del 50%.
El examen de admisión a la universidad es extremadamente competitivo, los aspirantes a cada carrera deben esforzarse para que su puntaje sea uno de los mejores y lograr obtener uno de los cupos habilitados para cada programa académico, el puntaje de corte será el puntaje que obtuvo el último aspirante admitido a la carrera, es decir, una admisión por mérito. Por tanto, la selectividad en el ingreso a cada uno de los programas académicos es muy alta. De más de 27.000 estudiantes que se presentan, solo 6.000 logran obtener un cupo (2023-2). 
Notas:
- El examen es igual para los aspirantes de todas las carreras excepto para los de la Facultad de Artes.
- En el proceso de admisión no se presta mayor importancia al examen de Estado (Examen Saber 11°) aplicado por el ICFES, y no se tienen en cuenta las calificaciones del bachillerato.

#### Posgrado
En el posgrado la admisión es igual de compleja que en el pregrado. Para los posgrados, en general, los requisitos difieren según el título a obtener y la unidad académica en la que se desea ser realizado. En general, en todos los niveles, se exige el dominio de una lengua extranjera y existen diferentes requisitos como: exámenes, entrevistas personales, propuestas de trabajo y/o investigación, calificaciones de pregrado, publicaciones, premios, distinciones, experiencia laboral, experiencia investigativa, participación en eventos, ponencias, entre otros.

## Sedes e infraestructura

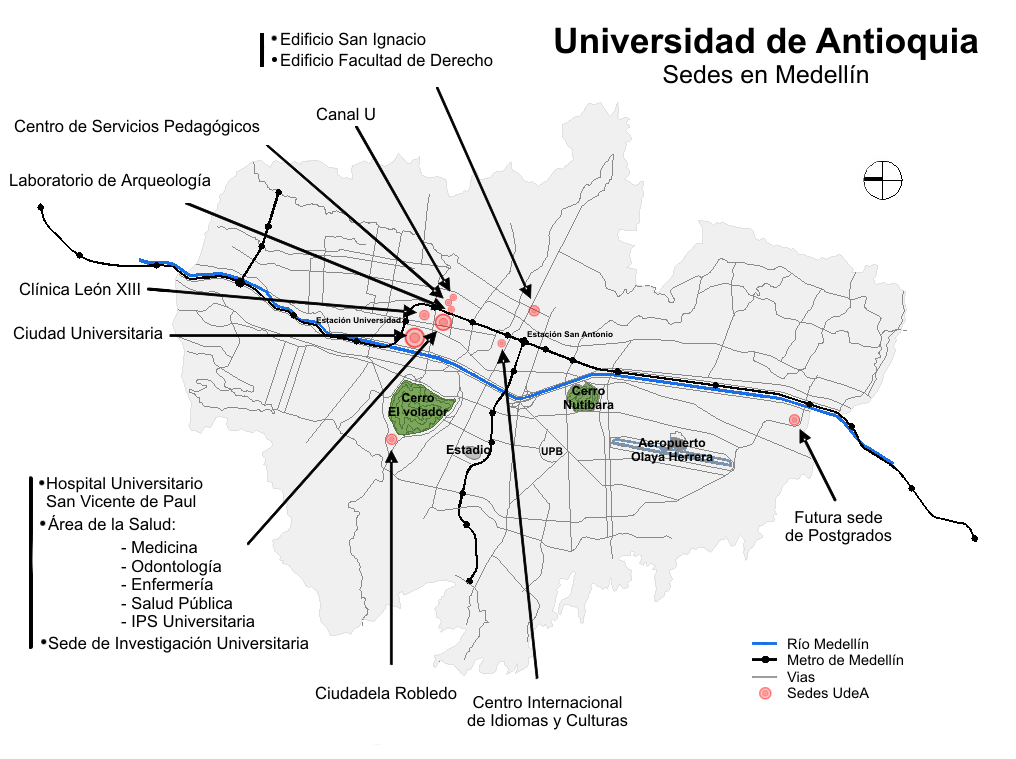
Ubicación de los distintos campus en la ciudad.

La Universidad esta dispersa en diversos campus y edificios en la Ciudad de Medellín, siendo la Ciudad Universitaria la sede principal, y fuera de ella está la Ciudadela Robledo (pequeño campus ubicado al noroccidente en el barrio Robledo) y el Área de la Salud el cual comprende las facultades de Medicina, Enfermería, Odontología, Salud Pública, la Sede de Investigación Universitaria –SIU– y la IPS Universitaria todas esparcidas alrededor del Hospital Universitario San Vicente de Paúl.
Relativamente cerca del Área de la Salud se encuentra el Laboratorio de Arqueología (en el barrio Prado).
En el centro de la ciudad, se localiza el Edificio San Ignacio sede histórica de la Universidad, el cual contiene el Paraninfo Aula Máxima de la Institución y detrás de este, se encuentra el edificio que ocupó la antigua Escuela de Derecho, el cual está restaurado completamente y es la nueva sede de los programas de extensión de la Escuela de Idiomas y de los consultorios jurídicos de la Universidad. Además, el Edificio Suramericana ubicado en el centro de la ciudad, se encuentra la sede del Centro Internacional de Idiomas y Culturas.
En las inmediaciones de la Ciudad Universitaria se encuentra el edificio de Extensión y la Clínica León XIII, adquirida en el 2007 por la Universidad y administrada por la IPS Universitaria. Próximamente se construirá la sede de Postgrados en la antigua sede del Tránsito Departamental de Antioquia.

### Campus

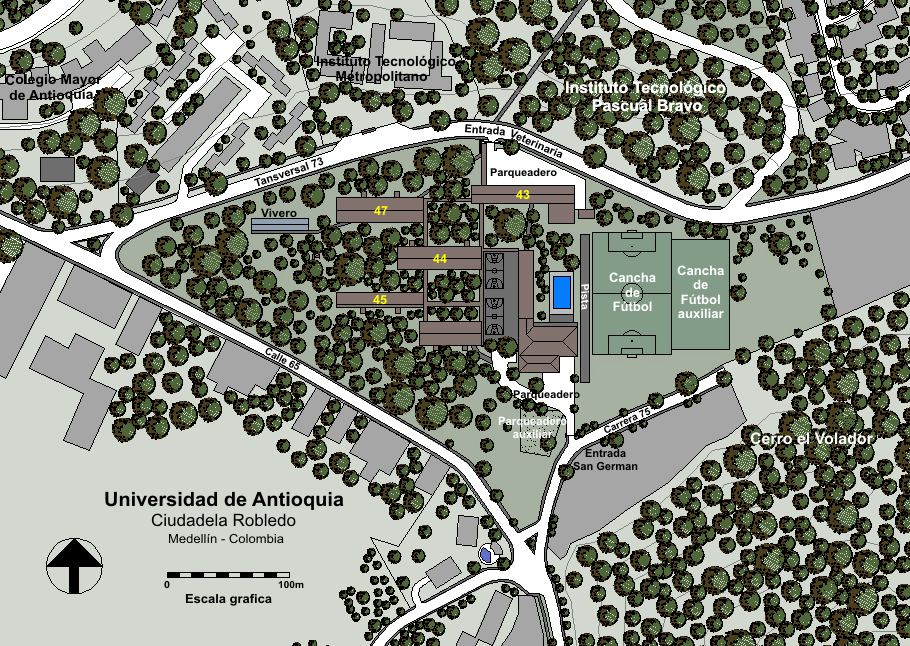
Mapa de la Ciudadela Robledo.

La Universidad de Antioquia tiene cuatro áreas en la ciudad de Medellín que se destacan por tener un gran valor histórico, cultural y por concentrar gran parte de los estudiantes y la infraestructura física de la institución, los cuales son: Edificio San Ignacio, la Ciudad Universitaria, el Área de la Salud y la Ciudadela Robledo.

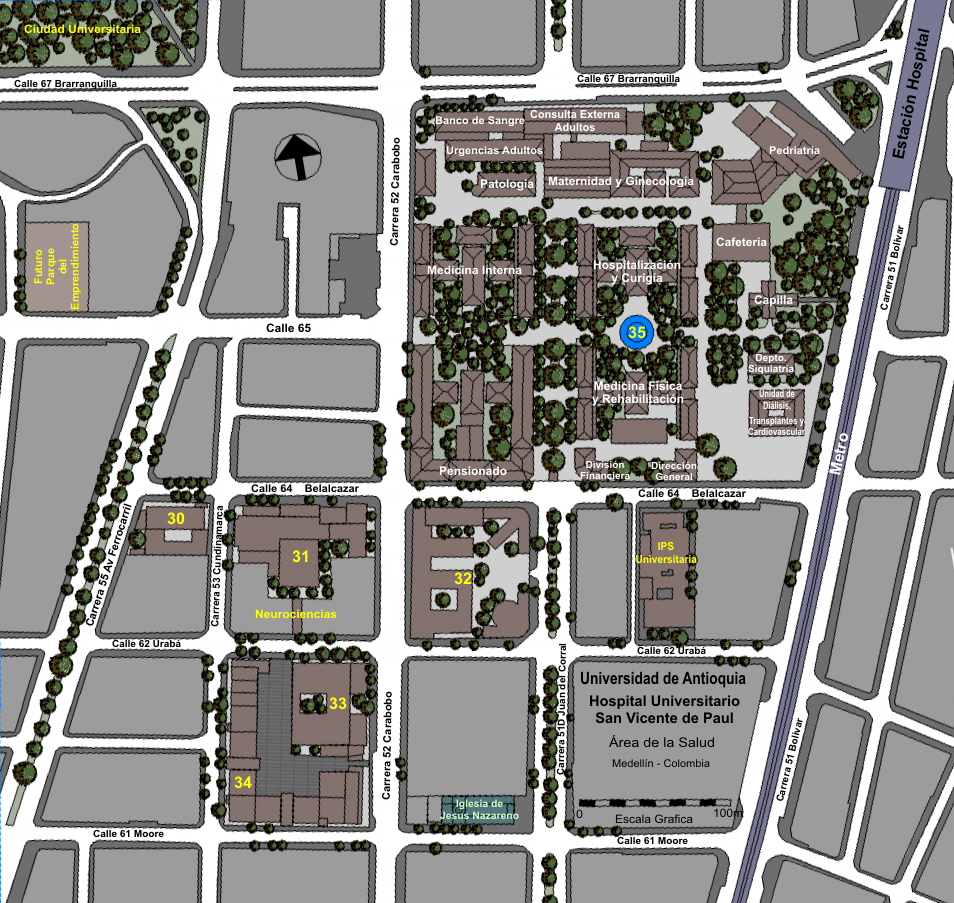
Mapa del Área de la Salud, ubicado alrededor del Hospital Universitario San Vicente de Paúl.

#### Edificio de San Ignacio
Sede histórica de la Universidad de Antioquia, considerado patrimonio arquitectónico de la ciudad, allí funciona la Emisora Cultural de la Universidad son su Fonoteca, la Librería Interuniversitaria, 7 Salas de exposiciones de la Colección Historia del Museo Universitario y otras dependencias de la Institución. Como auditorios tiene: el Paraninfo (Aula Máxima) con capacidad para 350 personas, el Aula Múltiple con capacidad para 70 personas, y la Sala de Cine con capacidad para 80 personas. En el Edificio también existen 13 aulas de clase, oficinas administrativas, dos salas de cómputo, un salón de reuniones y un restaurante. Actualmente está ceñido a las actividades culturales, académicas no formales, de extensión, de divulgación y de proyección del quehacer universitario. Entre los programas culturales permanentes están los “Martes de Paraninfo”, “Cine del Paraninfo”, “Tarde de cine” y “El Paraninfo de Concierto” entre otros.
El Edificio de San Ignacio cuenta 6752 m² de área construida, fue declarado monumento Nacional según resolución 002 el 12 de marzo de 1982. Está ubicado sobre la plazuela del mismo nombre en la Calle 49 con Carrera 44 en el centro de Medellín.

#### Ciudad Universitaria de Medellín
Así se conoce el campus y sede principal de la Universidad de Antioquia ubicado al norte en la dirección calle 67 N.º 53-108 de Medellín, inaugurado en 1969. Es un conjunto de bloques arquitectónicos, ambiente amable y agitada actividad académica. La superficie de la Ciudad Universitaria tiene unos 287 467 m² y unos 133 942 m² de área construida, es generoso en zonas peatonales, áreas verdes y espacios abiertos. Alberga al Gobierno Universitario y las dependencias administrativas, e igualmente es la sede de nueve Facultades, tres Escuelas y tres Institutos. Además, contiene el Museo Universitario, el Teatro Universitario Camilo Torres Restrepo, la Biblioteca Carlos Gaviria Díaz y la Unidad Deportiva, como atractivos artísticos se encuentra una gran variedad, como el mural de Pedro Nel Gómez, la escultura “el hombre creador de energía”, de Rodrigo Arenas Betancur, ubicada en la plazoleta central, entre otros.

#### Área de la Salud
Así se conoce al área que comprende a las facultades de las ciencias de la Salud de la Universidad, es decir, las Facultades de Enfermería (Bloque 30), Odontología (Bloque 31), Medicina (Bloque 32) y Salud Pública (Bloque 33). Todas esparcidas alrededor del Hospital Universitario San Vicente de Paúl.
Además en esta área se encuentra la Sede de Investigación Universitaria (SIU) (Bloque 34) donde se encuentran ubicados los grupos de investigación más prestigiosos de la Universidad en todas las áreas del saber, también se encuentra la sede de la IPS Universitaria que le presta servicios de salud a los miembros de la comunidad universitaria. El área se encuentra ubicada entre las Calles 61 y 64 y las Carreras 51 y 55.

#### Ciudadela Robledo
Conocida también como el antiguo Liceo Antioqueño el cual estaba adscrito a la Universidad y prestaba los servicios educativos de bachillerato, una vez este es cerrado pasa a ser ocupado directamente por la Universidad de Antioquia. Ubicado al noroccidente en la dirección carrera 75 N.º 65-87 de Medellín, con una superficie de 89 436 m² y 14 086 m² de área construida, aunque es un espacio más pequeño en comparación con la Ciudad Universitaria, también es generoso en espacios abiertos, zonas peatonales y áreas verdes. La biblioteca de la Ciudadela Robledo es conocida por su Colección de Patrimonio Documental Conformada por documentos de medicina veterinaria y zootecnia, publicados antes de 1950 con gran valor histórico.
También dispone de una unidad deportiva, cuenta con un área de 12 200 m² aproximadamente, aunque es más modesta incluye dos canchas de fútbol con superficie en grama (aunque en realidad se trata más de un área flexible que los mismos estudiantes subdividen en más canchas según sus necesidades); una piscina semiolímpica, dos canchas adaptadas para baloncesto y microfútbol y cancha de balonmano. La ciudadela alberga la Facultad de Ciencias Agrarias, la Escuela de Nutrición y Dietética y el Instituto de Educación Física. Además cuenta con la Clínica Veterinaria para pequeñas especies.

### Regionalización de la Universidad de Antioquia
La U. de A. concentró sus instalaciones en la ciudad de Medellín; pero a lo largo de las últimas décadas ha madurado enfatizando su carácter Departamental, y se ha fijado, dentro de sus propósitos fundamentales, proyectarse a las regiones del Departamento para ofrecer el servicio de la educación superior.
Para hacer efectiva su regionalización, la Universidad estableció en su estructura administrativa una unidad organizacional nombrada Dirección de Regionalización, que procede como conexión entre las unidades académicas y administrativas y las comunidades regionales, convirtiéndose en la entidad universitaria encargada de proponer políticas, orientar, motivar, promocionar y apoyar la regionalización. Además de otorgarse actividades directivas y de coordinación, la Dirección se encarga del apoyo logístico, financiero, de gestión y de asesoría, no solo en el nivel directivo de la estructura universitaria, sino además, en el nivel operativo del desarrollo de las actividades de docencia, extensión e investigación.
La Universidad cuenta con sedes en las localidades de Envigado, Puerto Berrío, Amalfi, Segovia, Yarumal, Santa Fe de Antioquia, Carmen de Viboral, Sonsón, Andes, Apartadó, Carepa y Turbo, cubriendo así todas las regiones de Antioquia. Están inscritos unos 3646 estudiantes (2006) en programas de pregrado y 26 en posgrados. Igualmente cuenta con la estación piscícola de San José del Nús (corregimiento del municipio de San Roque), cuatro haciendas situadas en los municipios antioqueños de Barbosa, Caucasia, San Pedro de los Milagros y Santo Domingo, y la Reforestadora San Sebastián, localizada en la depresión momposina.

## Investigación

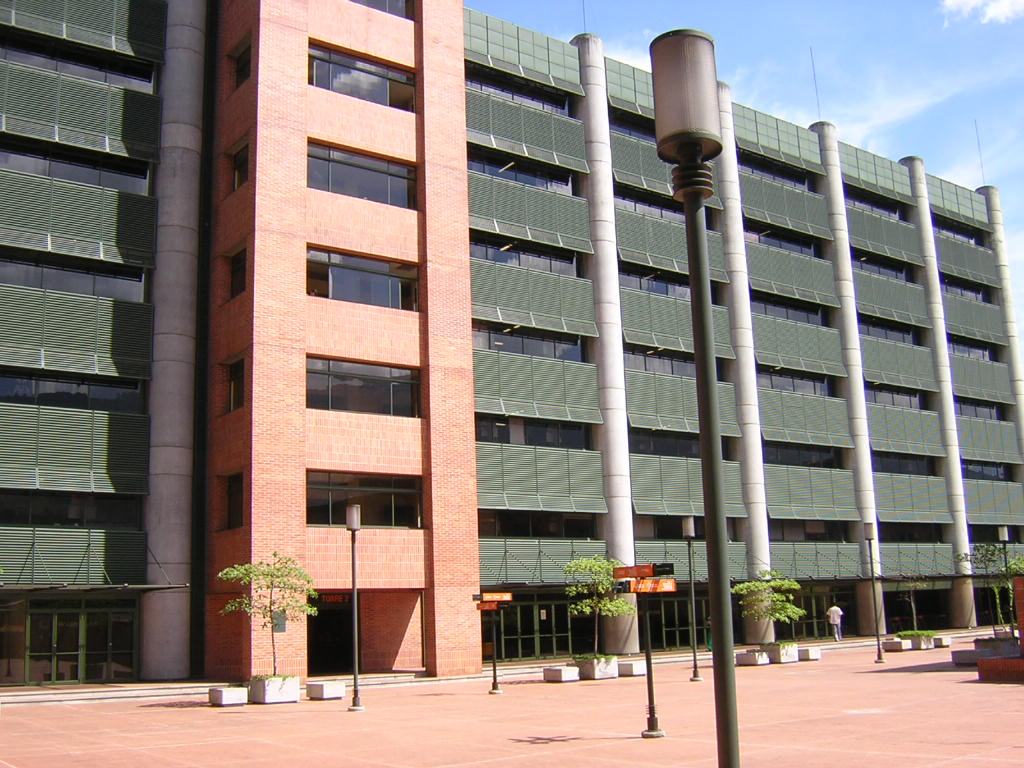
Sede de Investigación Universitaria (SIU)

En el transcurso de los últimos años la Universidad ha incrementado su apoyo a la investigación. Una parte de los recursos humanos, económicos y logísticos han sido destinados para tal fin. La Universidad ha creado fondos que fortalecen la investigación, tales como: fondo de pasajes nacionales, fondo de pasajes internacionales, fondo para dotación de equipos a docentes nuevos, etc., los cuales están adscritos a la Vicerrectoría de Investigación. Otros fondos adscritos a la Vicerrectoría de Docencia han sido creados también para el mismo fin.
La Sede de Investigación Universitaria (SIU) de la Universidad de Antioquia se sustenta en grupos de investigación de alto nivel que forman parte del Sistema Universitario de Investigación. Su labor se orienta según el Plan de Desarrollo de la Universidad de Antioquia, en alineación con el Sistema Nacional de Ciencia, Tecnología e Innovación y las agendas de investigación de los grupos que la integran. En la SIU se fomentan espacios de colaboración, promoviendo relaciones interdisciplinarias e interinstitucionales tanto a nivel regional como nacional e internacional.
A través de su actividad científica e investigativa, la SIU aporta soluciones a problemáticas relevantes de la actualidad, contribuyendo a mejorar la calidad de vida, las condiciones socioeconómicas y el medio ambiente en la región y en Colombia.
Todo esto ha permitido que la Universidad cuente con más de 160 grupos de investigación reconocidos por Colciencias, divididos en 91 grupos clasificados en categoría A, 47 en la categoría B, 23 en la categoría C, y 14 grupos Reconocidos. Alrededor de mil proyectos de investigación en curso, arrojan entre sus resultados más de 153 publicaciones internacionales por año, en revistas científicas tan prestigiosas como American Journal of Human Genetics, American Journal of Tropical Medicine and Higiene, Physical Review, Optik, Physica B: Condensed Matter, Optics Communications, entre otras. El apoyo de la Universidad a la investigación también se ve en más de 600 jóvenes investigadores formados; más de 145 000 millones de pesos de recursos empleados en investigación durante el año 2006, el 50 % de los cuales se obtienen con recursos externos a la Universidad; más de 300 empresas nacionales e internacionales que financian investigación en la institución; diferentes premios nacionales e internacionales; consecución de patentes.
| Crecimiento de las publicaciones internacionales 1998-2007       | Crecimiento de las publicaciones internacionales 1998-2007 | Crecimiento de las publicaciones internacionales 1998-2007 | Crecimiento de las publicaciones internacionales 1998-2007 | Crecimiento de las publicaciones internacionales 1998-2007 | Crecimiento de las publicaciones internacionales 1998-2007 | Crecimiento de las publicaciones internacionales 1998-2007 | Crecimiento de las publicaciones internacionales 1998-2007 | Crecimiento de las publicaciones internacionales 1998-2007 | Crecimiento de las publicaciones internacionales 1998-2007 | Crecimiento de las publicaciones internacionales 1998-2007 |
| ---------------------------------------------------------------- | ---------------------------------------------------------- | ---------------------------------------------------------- | ---------------------------------------------------------- | ---------------------------------------------------------- | ---------------------------------------------------------- | ---------------------------------------------------------- | ---------------------------------------------------------- | ---------------------------------------------------------- | ---------------------------------------------------------- | ---------------------------------------------------------- |
| Año de publicación                                               | 1998                                                       | 1999                                                       | 2000                                                       | 2001                                                       | 2002                                                       | 2003                                                       | 2004                                                       | 2005                                                       | 2006                                                       | 2007                                                       |
| N.º de publiciones                                               | 87                                                         | 94                                                         | 111                                                        | 107                                                        | 117                                                        | 130                                                        | 148                                                        | 154                                                        | 167                                                        | 159                                                        |
| fuente:Thomson Scientific (Institute for Scientific Information) |                                                            |                                                            |                                                            |                                                            |                                                            |                                                            |                                                            |                                                            |                                                            |                                                            |

Es una de las instituciones con más programas acreditados y reacreditados de alta calidad por el Ministerio de Educación Nacional por medio del Consejo Nacional de Acreditación -CNA-. Todo esto contribuyen al posicionamiento de la U. de A. como una universidad de investigación.

## Centros culturales
Como parte para promover la cultura y fomentar las actividades artísticas, la Universidad cuenta con varias instituciones y dependencias universitarias, las cuales desarrollan diferentes programas y proyectos, que permiten relacionar la educación y la cultura, vinculando y contribuyendo a la formación de la comunidad universitaria y de la ciudadanía en general. Es de anotar, que el Edificio San Ignacio, ya antes mencionado, es un importante centro cultural de la universidad.

### Museo Universitario
El Museo Universitario Universidad de Antioquia es una institución cultural de carácter público, adscrita a la Vicerrectoría de Extensión de la Universidad; tiene sus orígenes en dos antiguos museos universitarios, el de Ciencias Naturales, fundado en 1942 por el profesor Eduardo Zuluaga, y el de Antropología, fundado en 1943 por el profesor Graciliano Arcila Vélez; dichos museos fueron fusionados en 1970 mediante el Acuerdo n.º 3 expedido por el Consejo Superior de la Universidad estableciendo un nuevo régimen administrativo llamado “Museo Universitario”. Su sede principal está ubicada en la Plazoleta Central de la Ciudad Universitaria (Bloque 15) y cuenta con 6400 m² de área, también tiene sedes satélites en el edificio San Ignacio y en la Facultad de Medicina.
Cuenta con más de cuarenta mil objetos museales distribuidos en sus seis colecciones:
- La Colección de antropología exhibe una colección de 20 000 piezas arqueológicas de cerámica, líticos, concha, hueso, metal, cuero, madera, restos óseos;[31] cuenta además con objetos etnográficos de la cultura material de los grupos y pueblos indígenas y afrodescendientes.[31] La Colección de Antropología ocupa en Colombia el primer lugar en cerámica prehispánica y es la primera colección etnográfica de los grupos afrodescendientes.[31]

- La Colección de Artes Visuales comprende 2650 piezas de pintura, obra gráfica, fotografía y esculturas contemporáneas.[32] Esta colección posee una pinacoteca con obras en diferentes técnicas: óleo, acrílico, acuarela, pastel, tinta, lápiz y grabados de maestros contemporáneos y de algunos artistas clásicos como Francisco Antonio Cano, Pedro Nel Gómez, Horacio Longas, Hernando Escobar y Gregorio Ramírez.[32]

- La Colección de Ciencias Naturales cuenta con 23.888 piezas entre animales embalsamados, esqueletos, pieles de estudio, minerales, fósiles e ilustraciones científicas, con las cuales se pretende aportar a la concientización sobre la importancia de la preservación y conservación ambiental, así como la divulgación de nuestros recursos ambientales, especialmente de la fauna.[33]

- Por su condición de Colección Patrimonial, se encuentra ubicada en el Edificio de San Ignacio, sitio donde nació la Universidad hace más de 200 años. La Colección Historia de la Universidad posee 952 elementos patrimoniales y piezas representativas de los distintos momentos históricos del Departamento de Antioquia.[34] A esta Colección también pertenecen el Archivo Histórico y el Archivo Fotográfico de la Universidad.

- (Sala ya no presente) La sala Galileo Interactiva ofrece una variedad de elementos que permiten al visitante experimentar fenómenos de las Ciencias Naturales mediante la manipulación de los mismos. Cuenta con más de 70 montajes y diseños gráficos acerca de diversos temas relacionados con la ciencia tales como: Movimiento, termodinámica, electricidad y magnetismo, ondas, óptica, matemáticas y biología.[35]

- La Colección Ser Humano, ubicada en el Edificio de Morfología de la Facultad de Medicina, en el área de la salud, fue declarado Monumento Nacional, está conformada por 250 piezas entre preparados permanentes, preparados anatómicos: disecciones, prosecciones anatómicas (cortes axiales), preparados histológicos permanentes, colecciones de huesos y fetos (técnica de transparentación).[36] Esta Colección cuenta con dos montajes: el primero se sensibilización y el segundo especializado en el ser humano. Ambos buscan aproximar a los diferentes públicos al funcionamiento y comportamiento del cuerpo humano.[36]

### Biblioteca de la Universidad de Antioquia
La Biblioteca de la Universidad de Antioquia es la biblioteca en la cual se deposita, acopia, preserva y difunde el patrimonio bibliográfico de la Universidad de Antioquia y está manejada por el Departamento de Bibliotecas, dependencia adscrita a la Vicerrectoría de Docencia de dicha Universidad. Además, está encargada de promover y facilitar el acceso a la información en todos los campos del saber y la cultura, para fortalecer las actividades de investigación, docencia y extensión de la Institución. Conjuntamente, cuenta con espacios y áreas en los que promueve actividades bibliográficas, artísticas y culturales. Al año registra en promedio 580 430 préstamos, 2 317 112 visitantes, y 255 186 renovaciones de préstamos, e igualmente adquiere 4959 títulos y volúmenes cada año.
El Departamento de Bibliotecas está conformado por la Biblioteca Central y la Biblioteca de la Escuela Interamericana de Bibliotecología, en la Ciudad Universitaria, 6 bibliotecas satélites en dependencias académicas, por fuera de la Ciudad Universitaria: Biblioteca Médica, Biblioteca de Salud Pública, Biblioteca de la Ciudadela Robledo, Biblioteca de Enfermería, Biblioteca de Odontología y Biblioteca del Bachillerato Nocturno y las Bibliotecas universitarias regionales de Magdalena Medio, Bajo Cauca, Suroeste, Oriente, y Urabá.
La Biblioteca Central es la principal y más grande de la U. de A., está ubicada en la Plazoleta Central de la Ciudad Universitaria (Bloque 8), a su vez, es la más antigua y grande de la ciudad de Medellín y la de mayor riqueza en colecciones de libros y revistas, para uso de estudiantes y público en general. Cuenta con 12 008 m² de área, tiene un catálogo de más de 650 000 textos de consulta. Y entre su patrimonio tiene la colección sobre Antioquia más completa de Colombia, desde el siglo XVIII hasta la fecha, y archivos de periódicos nacionales desde mediados del siglo XIX hasta hoy. Tiene un promedio de 5128 usuarios al día, atendidos por personal especializado, formado en la Escuela de Bibliotecología de la misma universidad. Por Internet se accede a su base de datos y al catálogo de nuevas publicaciones, y ofrece servicio de envió de artículos por correo electrónico.
La Biblioteca tiene sus orígenes en 1803, cuan fue creado el Colegio Franciscano por fray Rafael de la Serna en el convento de esa comunidad y se conformó una pequeña colección de libros de contenido dogmático y casi todos en latín, específicamente para consulta de sus profesores. Luego, en 1822, el general Francisco de Paula Santander lo convirtió en el Colegio de Antioquia y agregó a la biblioteca varios textos de contenido más profano, Bentham, por ejemplo.
La biblioteca sufrió todas las vicisitudes de un agitado siglo y de visiones personales que no siempre ayudaron a su desarrollo, hasta que en 1935 se entregó la administración de la biblioteca al Dr. Alfonso Mora Naranjo, quien le dio vida propia y la denominación de Biblioteca General, abierta al uso de la comunidad estudiantil de la ciudad.
En 1951, la antigua Biblioteca de Zea, de carácter departamental, pasa a la Universidad de Antioquia y se anexa a la Biblioteca General, y en 1966, el profesor Luis López de Mesa instituye a la Biblioteca como su heredera universal, legado que ha permitido el desarrollo de las colecciones en las áreas de ciencias sociales y humanas. Además, el crecimiento de la biblioteca se fue desarrollando con la aparición de numerosas bibliotecas sectoriales que respondían al surgimiento de nuevas carreras. Sin embargo, en 1968, con el traslado a la nueva sede de la Universidad, estas fueron centralizadas en una Biblioteca Central como la biblioteca de Derecho; aunque las de Medicina, Bibliotecología, Enfermería y el Liceo Antioqueño continuaron funcionando por fuera de la Ciudad Universitaria.

### Teatro Universitario
El Teatro Universitario de la Universidad de Antioquia se encuentra ubicado en la Plazoleta Central de la Ciudad Universitaria (Bloque 23). Fue puesto en marcha en 1969, está integrado a los programas de la Extensión Cultural de la Universidad, por lo tanto la entrada siempre es libre. Está adecuado para desarrollar actividades de artes escénicas, musicales, cine, grados, asambleas, reuniones y eventos académicos como congresos, seminarios, foros, conferencias, etc.
Cuenta con un área de 4362 m², con capacidad para 1500 personas y un salón para exposiciones. El teatro puede ser utilizado por las dependencias de la Universidad, instituciones afines a la labor de la Universidad, y el público en general. Al año se realizan más de 330 actividades culturales a las cuales asisten cerca de 183.806 personas.
Como recinto cultural, el teatro ha recibido diversas expresiones del arte, la política y la ciencia. Grupos como El Taller, El Tablado, La Candelaria, Teatro Experimental de Cali –TEC–, La Casa del Teatro, El Chisme, Matacandelas, Teatro de Seda, El Águila Descalza, el Ballet Folclórico de Antioquia, Danza Concierto, Danza Viva, Joe Ballet, Jazz Danza, Colcuba son algunos de los grupos teatrales y de danza escénica que lo han visitado.
En el área musical, los grupos y solistas como Pablo Milanés, Sara González, Omara Portuondo, Marta Valdez, Roberto Sánchez, Juan José Suárez. Otros como Alberto Cortés, Frank Fernández, Teresita Gómez, el grupo Suramérica, Intillimani, la Orquesta Sinfónica de Antioquia, La Orquesta Filarmónica de Medellín, la Banda Sinfónica, entre otros.
Por otro lado, algunos de los personajes nacionales e internacionales que han estado en el teatro podemos citar a: Manuel Elkin Patarroyo, el psiquiatra y filósofo Luis Carlos Restrepo, el ex-veedor del Tesoro Nacional Jorge García, la psicóloga Florence Thomas, el escritor Álvaro Mutis, el sacerdote Bernardo Hoyos, monseñor Isaías Duarte Cancino, los poetas Edoardo Sanguinetti y José Pérez Olivares, así como Jorge Enrique Adoum y José Argüelles, entre otros.

### Editorial Universidad de Antioquia
La Editorial Universidad de Antioquia, es la empresa editora de la Universidad, tiene como objetivo hacer públicas las mejores producciones científicas y culturales tanto de la Institución como de otros sectores del mundo académico e intelectual. Con ese fin propone, planifica, diseña, administra y comercializa proyectos editoriales, siempre con una perspectiva de beneficio académico, social y cultural.

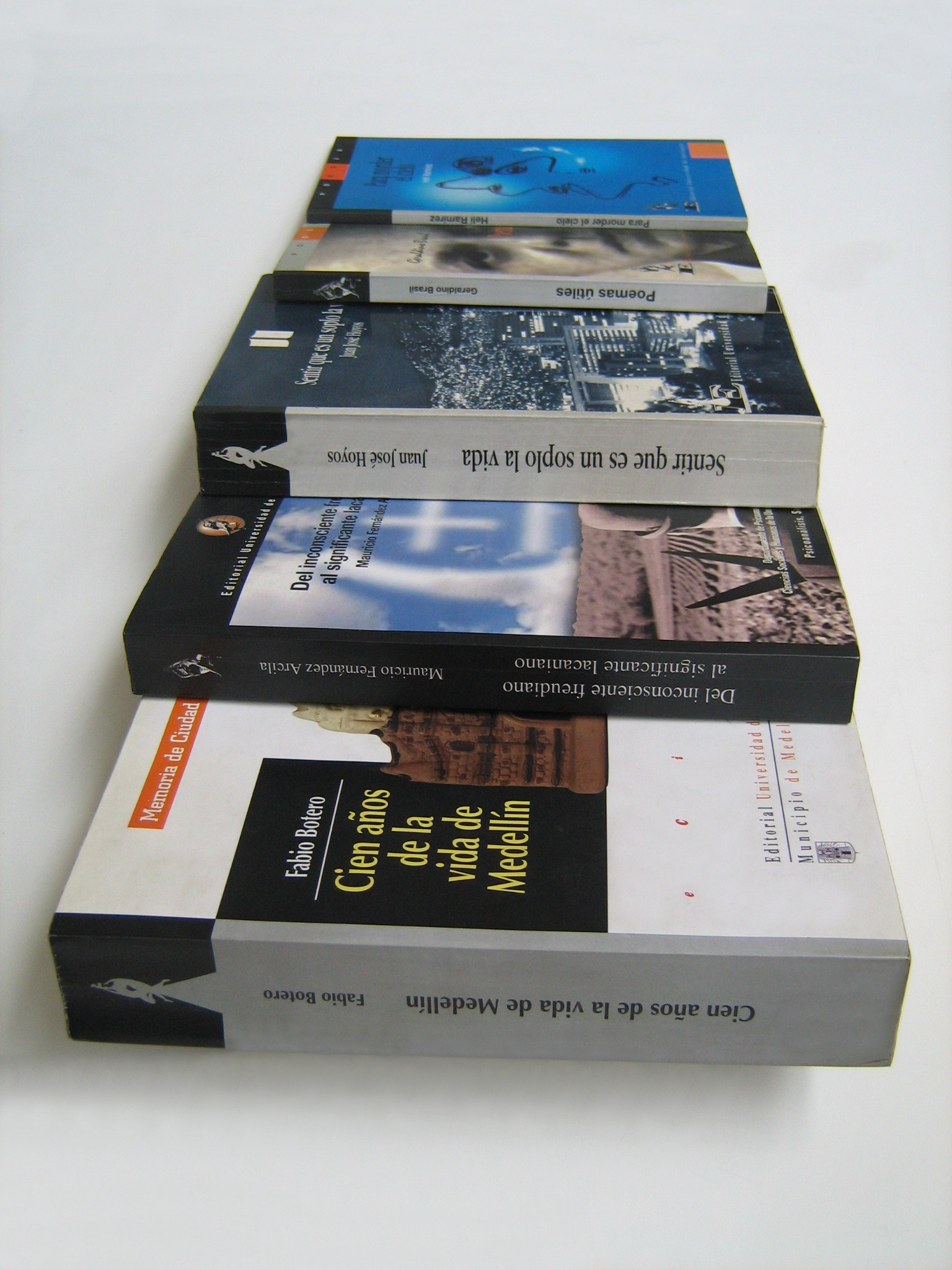
Algunos libros publicados por la Editorial UdeA.

El desarrollo de la labor editorial de la Universidad de Antioquia está ligado a la evolución de la Institución y a la historia de sus publicaciones. Esta labor tiene sus raíces en el siglo XIX y se limitaba a la impresión de los textos de los profesores, las tesis y la papelería interna que requería la Universidad para su funcionamiento. Hasta 1929 este trabajo tuvo que hacerse en distintas imprentas privadas y oficiales, pues sólo a partir de ese año la Universidad pudo producir esos materiales gracias a la creación de su propia imprenta el 5 de agosto de ese mismo año.
Con el crecimiento del centro educativo y la apertura de nuevos programas académicos en el siglo XX trajeron consigo un aumento en la demanda de textos impresos, situación que obligó a renovar una y otra vez los equipos de impresión y a crear diferentes instancias de coordinación de esta labor.
A partir de la década del setenta la producción y difusión de libros y revistas se hizo cada vez mayor al punto que su forma de manejo resultó limitada e inadecuada frente a las necesidades de la Institución. Para lo cual se creó en 1984 el Departamento de Publicaciones, unidad administrativa adscrita a Vicerrectoría General, encargada de "la planeación, programación, y realización de las actividades de producción y distribución de materiales impresos", según el Acuerdo 7 de ese año. En 1998 fue adscrita a la Secretaría General de la Institución.
A partir de la creación del Departamento de publicaciones, y especialmente en los últimos diez años, se ha consolidado la función editorial de la publicación, diferenciándose de la función de impresión que, como ya se ha señalado, la realiza la Imprenta Universidad de Antioquia y comprende el diseño, diagramación, montaje, impresión y acabado de libros, revistas, folletos y documentos institucionales. La función editorial la realiza la Editorial Universidad de Antioquia que ha perfilado su trabajo en tres áreas: la de producción de libros, la de promoción y mercadeo del fondo editorial y la de actividades de extensión e investigación editorial.
En los últimos años la Editorial Universidad de Antioquia ha publicado un promedio de 70 libros anuales. En la actualidad cuenta con 350 títulos en oferta que se agrupan en dieciséis colecciones y un catálogo histórico desde 1980 que reúne 600 obras sobre una amplia gama temática. Todo ello ha hecho posible que se le reconozca un lugar sobresaliente en el campo de las ediciones universitarias del país y del continente.

### Revista Universidad de Antioquia

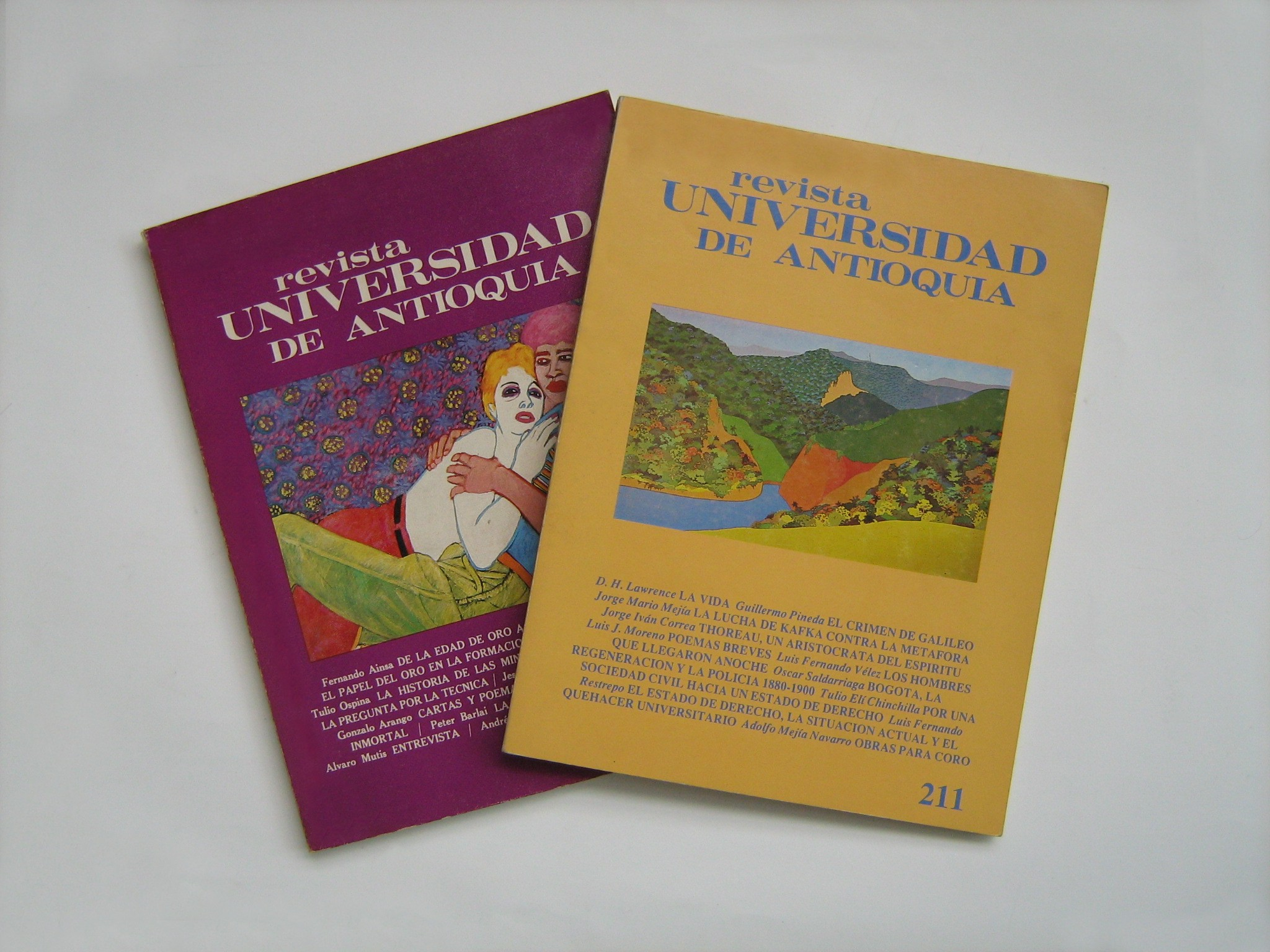
Ejemplares de la Revista UdeA de 1988.

La Revista Universidad de Antioquia es la publicación más emblemática de la Institución, fue la primera revista universitaria de Antioquia establecida en 1935 y surgió adscrita a la nueva Biblioteca Central, ambas bajo el impulso de Alfonso Mora Naranjo profesor universitario, gramático y literato. A partir de 1969 la revista se separa de la biblioteca, al poco tiempo, y después de casi cuarenta años ininterrumpidos de labores, se suspende su publicación, coincidiendo con una época de grave crisis universitaria y política. En octubre de 1972, reapareció bajo la dirección del poeta Carlos Castro Saavedra y de Luis Eduardo Acosta, fue tal vez la peor época de la revista, pues se dio un vuelco completo en el contenido y la presentación, factores que condujeron a la desaparición de la revista en junio de 1977.
Hasta el último trimestre de 1985 tras siete años de inactividad, reaparece la Revista, adscrita al departamento de publicaciones y desde entonces se ha consolidado como una de las mejores revistas universitarias, su publicación es trimestral y maneja una cuidadosa selección de temas literarios, filosóficos, históricos, artísticos y científicos, e igualmente toca temas sociales y económicos del momento.

### Emisora Cultural
La Emisora Cultural Universidad de Antioquia es una radio estación de carácter cultural y académico con sede en el Edificio San Ignacio, está integrada por siete estaciones, dos de ellas con sede en Medellín, 1410 AM y 101.9 FM y las restantes ubicadas en las subregiones de Urabá, Bajo Cauca, Magdalena Medio, Suroeste y Oriente antioqueños.
Esta emisora es pionera de las radio estaciones culturales del país y universitarias de América Latina. Fue fundada en 1933 y desde entonces se ha caracterizado por ser un medio de comunicación abierto, plural y respetuoso de las manifestaciones culturales del mundo, del derecho internacional a la información, y de los lineamientos institucionales de la Universidad de Antioquia.
Las frecuencias subregionales de la Emisora son: Turbo, 102.3 FM, para Urabá; Caucasia, 96.3 FM, para el Bajo Cauca; Puerto Berrío, 94.3 FM, para el Magdalena Medio; Andes, 96.4 FM, para el Suroeste; y El Carmen de Viboral, 101.3 FM, para el Oriente.
Con la llegada de la Emisora Cultural, surgió entonces una preocupación por archivar los sonidos que forman parte de la memoria de la Universidad y de la Emisora. Para esta razón se creó la Fonoteca la cual cuenta con los medios adecuados para el cuidado y conservación de la memoria sonora, que la Emisora ha estado recopilando. Son miles de horas de grabación de conferencias, entrevistas, sucesos, piezas musicales, etc. La Fonoteca, se ha dado a la tarea de registrar y archivar estas voces para preservarlas en el tiempo y a la vez protegerlas de las inclemencias del mismo, llevando a cabo un proceso de digitalización de las cintas para conservar su sonido original en formatos digitales que sean de fácil acceso y que perduren sin poner en riesgo las cintas originales.
La Fonoteca cuenta con todas las condiciones y requisitos del protocolo internacional de preservación y conservación del patrimonio sonoro, que consiste en almacenar el material en condiciones climáticas adecuadas, bajo una temperatura fría y de humedad relativa baja, con la supervisión de personal experto en el tratamiento de estos recursos.
Por estas razones, hoy la Fonoteca es una de más importantes de Latinoamérica, no solo por la cantidad de archivos sonoros con que cuenta, sino además por las óptimas condiciones de conservación en que estas cintas se encuentran.

### Banda Sinfónica Universidad de Antioquia

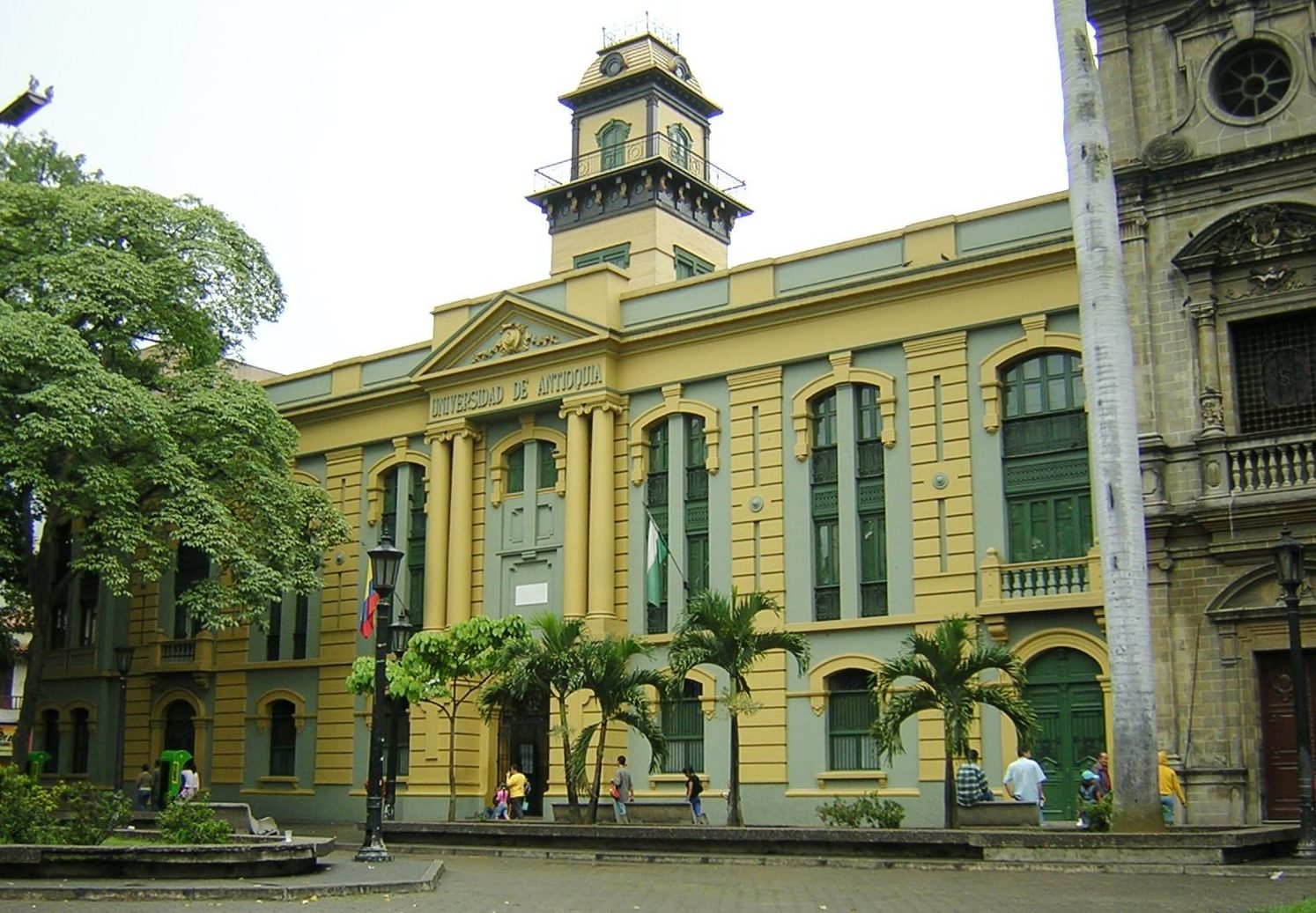
Edificio San Ignacio.

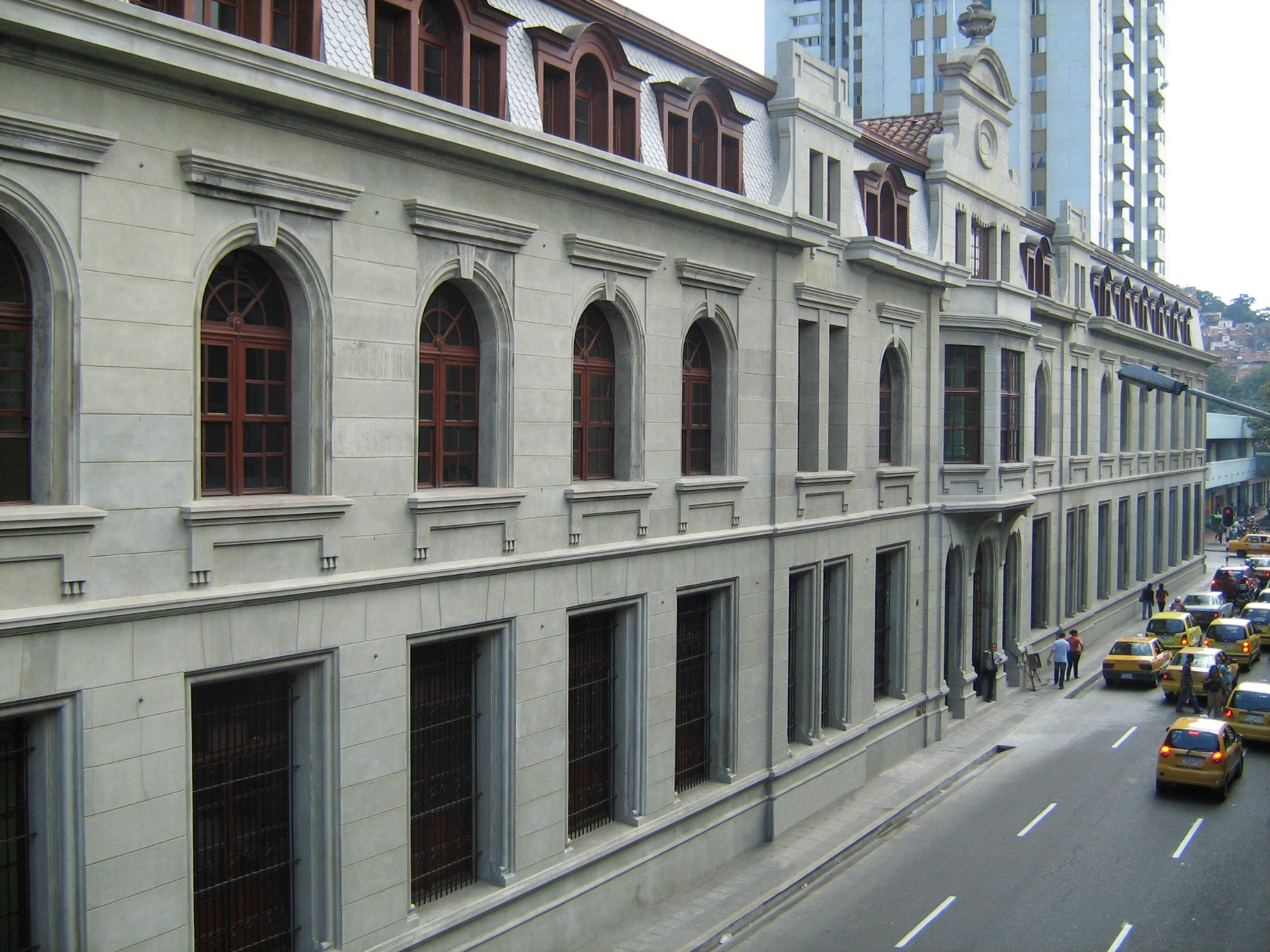
Antigua sede de la Facultad de Derecho.

La Banda Sinfónica Universidad de Antioquia fundada en 1954, es el conjunto sinfónico más antiguo de la ciudad de Medellín, declarada como Patrimonio Cultural de la Ciudad. Se encuentra adscripta a la Facultad de Artes de la Universidad y tiene como sede el Teatro Universitario. La componen 46 músicos (entre los cuales se encuentran profesores y estudiantes), 15 de ellos pertenecen también a la Orquesta Filarmónica de Medellín. La agrupación ha grabado tres discos larga duración titulados La música colombiana, De Colombia para el mundo y Retreta colombiana. A estas producciones se suma su primer disco compacto llamado Música colombiana.
Todo comenzó después de que el 26 de agosto de 1952, se terminaran las actividades de la Banda Departamental. Luego, a finales de 1954, el gobernador de Antioquia, Pioquinto Rengifo, firmó el decreto 603 con el cual se creaba la Banda de la Policía Departamental de Antioquia. En 1957 la Banda pasó a depender de la Extensión Cultural del Departamento. Más tarde por medio de la Ordenanza 33 de diciembre de 1960 se dispuso que la agrupación pasara a ser dependencia del conservatorio de Música de la Universidad de Antioquia (Hoy Facultad de Artes) con el nombre de Banda Sinfónica Universidad de Antioquia.
El primer director fue Joseph Matza Dusek quien ocupó este cargo hasta 1970. Luego, en 1971 fue nombrado director titular Efrain Moreno Restrepo y como subdirector Tomás Burbano Ordóñez, quienes estuvieron a cargo hasta 1983, Luego, a mediados del mismo año fue escogido como subdirector el maestro Alberto Sánchez Soto y en octubre del mismo año como director titular el maestro tolimense Marco Antonio Castro Dussán, quienes siguen a cargo hoy en día.
De esta forma, la banda ha estado ligada a la historia y al desarrollo cultural de Medellín y Antioquia, con sus continuos conciertos en la ciudad y sus desplazamientos a casi todos los municipios del Departamento. Una de sus tradiciones más conocidas es su concierto llamado la "Retreta del Parque", el cual, se realiza en los tres primeros domingos del mes, a las 11:15 a. m. en el Parque de Bolívar y el último domingo del mes actúan en el Centro Comercial Unicentro, a las 12:30 m.

### Universidad de Antioquia Televisión
Universidad de Antioquia Televisión es la productora de televisión oficial de la Universidad, existe desde 1982, y sus instalaciones se localizan en el bloque 10 de la Ciudad Universitaria. Su larga trayectoria le ha permitido realizar aportes importantes para la construcción y el fortalecimiento del primer canal regional de Colombia: Teleantioquia, así como para la creación del primer canal universitario del país: Canal U, del cual, la Universidad es socia y gestora junto con otras cuatro instituciones de educación superior de la ciudad. Además, su desempeño le ha significado a la productora importantes reconocimientos y premios a nivel regional, nacional e internacional, consolidando su compromiso por la televisión educativa y cultural.
Como productora universitaria de televisión presta servicios de asesoría y producción en televisión y vídeo, es el enlace de la Universidad en el "Comité de Programación del Canal Universitario de Antioquia", coordina la Red interna de televisión de la Universidad, realiza investigaciones sobre el impacto de la televisión en la sociedad y produce televisión de interés público que se emite por los canales de televisión pública de Colombia. La televisión es además un escenario permanente de construcción de cultura y una herramienta útil para proyectar la Institución al conjunto de la sociedad.

### Extensión Cultural
La División de Extensión Cultural de la Universidad de Antioquia es una dependencia adscrita a la Vicerrectoría de Extensión. Fue creada mediante el Acuerdo Superior N° 23 del 4 de octubre de 1946. Desde su fundación, esta División ha encaminado sus esfuerzos al fomento, la difusión y la promoción de la cultura, acorde con la misión institucional plasmada en el Plan de Desarrollo de la Universidad, en el cual la cultura y el fomento de las manifestaciones artísticas son componentes fundamentales para la construcción de ciudadanía y el mejoramiento de las relaciones entre las personas. Este eje conductor ha alentado el desarrollo de programas y proyectos institucionales, que permiten generar nuevas interacciones entre la educación y la cultura, que contribuyen a la formación de la comunidad universitaria y de la ciudadanía en general, con una visión universal y una percepción más plural del entorno. De otra parte, en su tarea de apoyar el desarrollo cultural de las diversas regiones, la Universidad se ha propuesto generar espacios donde cada localidad pueda comprender, valorar y encontrarse con su realidad cultural, y reconocerse e interrelacionarse en un diálogo con otras culturas y contextos, tanto en el medio local, como regional y nacional.

## Entidades asociadas
La U. de A. no solo está enfocada en la educación y en la investigación, además, busca constantemente poner en práctica todos esos conocimientos que se generan dentro y fuera de sus instalaciones, para ello, se encuentra asociada con destacadas entidades con las cuales trabaja desarrollando formas y proyectos en los que se coloca a disposición dichos conocimientos para que la comunidad los ponga en ejecución. Igualmente, estas entidades tienen perfiles y enfoques muy diferentes, cubriendo varios campos de acción, lo que garantiza llegar a un público muy amplio por diferentes medios, permitiendo una fluidez constante con la sociedad.

### Hospital Universitario de San Vicente Fundación

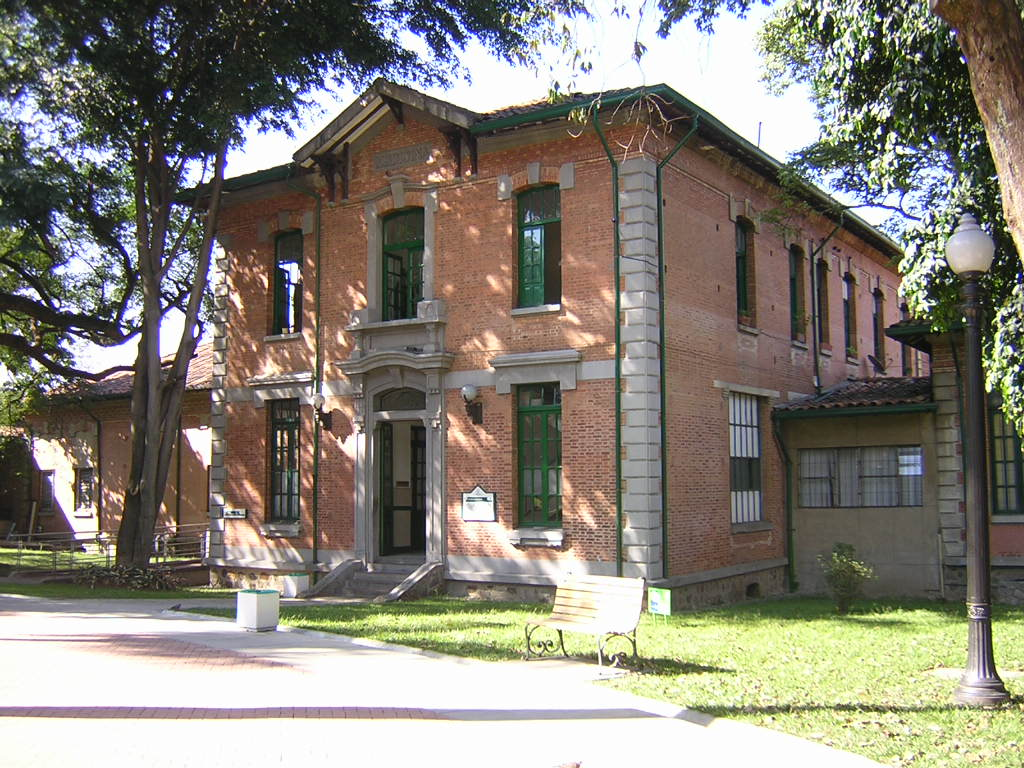
Hospital Universitario San Vicente de Paúl.

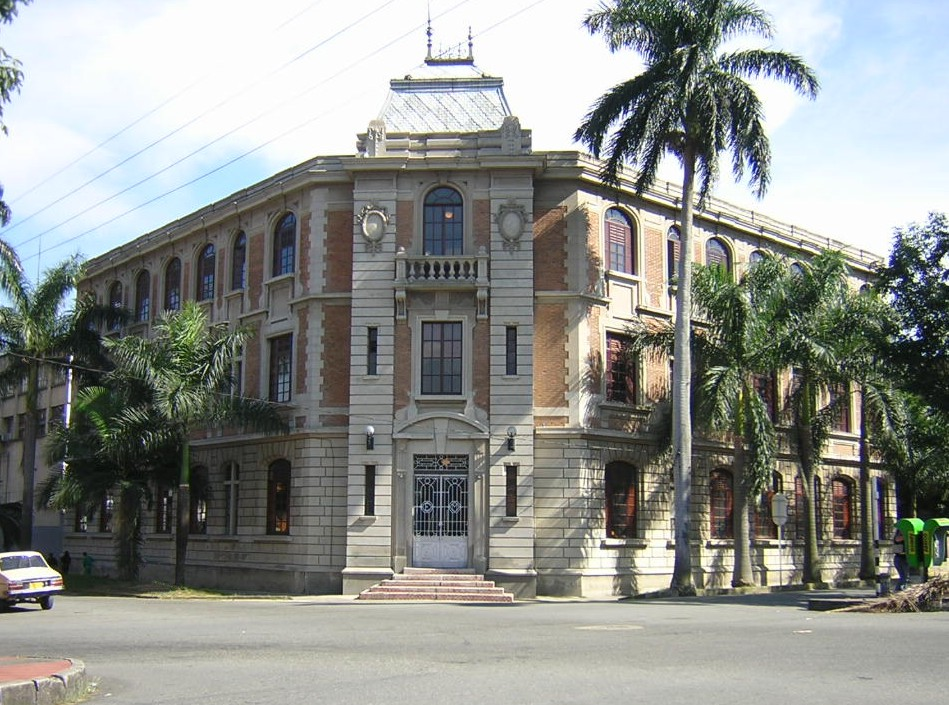
Facultad de Medicina, área de la salud.

El Hospital Universitario de San Vicente Fundación (HUSVP) y la Universidad de Antioquia cuentan con un fructífero acuerdo docente asistencial desde de 1948 y junto con las Facultades de Medicina, Enfermería, Odontología y Salud Pública conforman el Área de la Salud de Medellín.
El Hospital es una institución privada sin ánimo de lucro que presta servicios de salud con énfasis en la atención del paciente de alta complejidad, y es una de las instituciones de salud más grandes e importantes del país y de la región, pionera en numerosos trasplantes y donde se realiza investigación médica de alto nivel.
Los programas de trasplantes en el Hospital, con el soporte académico y de investigación de la Facultad de Medicina de la Universidad de Antioquia se iniciaron hace más de treinta años y desde entonces, los logros han sido permanentes y por ello se ha posicionado como una de las instituciones de trasplantes más avanzadas en Colombia y América Latina.
En 1973, se realizó el primer trasplante de riñón con donante vivo en Colombia, y al año siguiente, el primero con donante cadavérico; ambas operaciones inauguraron una lista de méritos: los primeros trasplantes de hígado y médula ósea en Latinoamérica (1976), primer trasplante de corazón en Colombia (1985), primer trasplante simultáneo de riñón y páncreas en Colombia (1988), primer trasplante de pulmón en Colombia (1997), segundo trasplante de laringe en el mundo (2002), primer trasplante de tráquea en el mundo (2003), primer trasplante de intestino delgado en Colombia (2004), primer trasplante de esófago en el mundo (2005).
Los estudiantes de la Universidad de Antioquia encuentran en el hospital el lugar para especializarse en áreas que en algún momento podrían revolucionar el campo científico.
Por un lado, las técnicas para el trasplante de tráquea se siguen depurando y se avanza en el perfeccionamiento de los trasplantes multiorgánicos como riñón-páncreas o hígado-riñón. Además, la investigación para el desarrollo del trasplante de células de páncreas para diabéticos con insuficiencia renal está muy adelantada, lo que podría reemplazar el trasplante de páncreas.

### Canal U
El Canal Universitario de Antioquia (Canal U) es el primer canal de televisión de señal abierta especializado en el público universitario en Colombia. Cubre un área de diez municipios del Valle de Aburrá, incluida la ciudad de Medellín, lo cual significa que la señal llega a más de tres millones de habitantes.
El Canal U es una institución sin ánimo de lucro que desde el 4 de agosto de 1999, transmite la producción académica, científica, investigativa y cultural de las cinco instituciones de educación superior públicas y privadas que son socias del canal: Universidad de Antioquia, Universidad Nacional de Colombia (Sede Medellín), SENA (Regional Antioquia), Universidad de Medellín y Universidad Cooperativa de Colombia. El canal combina lo educativo y el entretenimiento, la programación está apoyada en los currículos universitarios, explora la vida cultural, deportiva y social de las universidades y de la ciudad. La producción de los programas está a cargo tanto de las instituciones socias como del Canal U.

### Canal Universitario Nacional
El Canal Universitario Nacional, más conocido bajo su marca Zoom, es un canal de televisión de transmisión vía satélite de Colombia, es una entidad de participación mixta, sin ánimo de lucro, creado en 2008, especializado en el público universitario y con sede en la ciudad de Bogotá. 55 Universidades (incluida la U. de A.) son miembros fundadores afiliados al Canal, e igualmente el Ministerio de Educación Nacional y la Comisión Nacional de Televisión –CNTV– forman parte del proyecto. Como su señal es satelital cubre todo el territorio nacional y puede ser captada por cualquier operador de televisión por suscripción sin ningún costo.
El Canal tiene como objetivo la realización y transmisión de programas de televisión de interés público, de carácter educativo, científico, social y cultural; el desarrollo de procesos de formación de los ciudadanos; la promoción de las labores docentes y académicas, y los procesos de apropiación social de los hallazgos, resultados y aplicaciones de la Ciencia y la Tecnología; el desarrollo de la docencia, la investigación y la extensión social que realizan las universidades públicas y privadas del país, y la divulgación de las manifestaciones culturales de la nación.

### Centro de Ciencia y Tecnología de Antioquia
El Centro de Ciencia y Tecnología de Antioquia (CTA), es una entidad mixta, sin ánimo de lucro, creada con el apoyo del Gobierno Departamental, de Proantioquia, de Colciencias, de varias universidades incluyendo la U. de A., gremios, fundaciones, instituciones y empresas privadas de Antioquia. Su sede se encuentra en el Edificio Torre de Argos en pleno centro de la ciudad de Medellín.

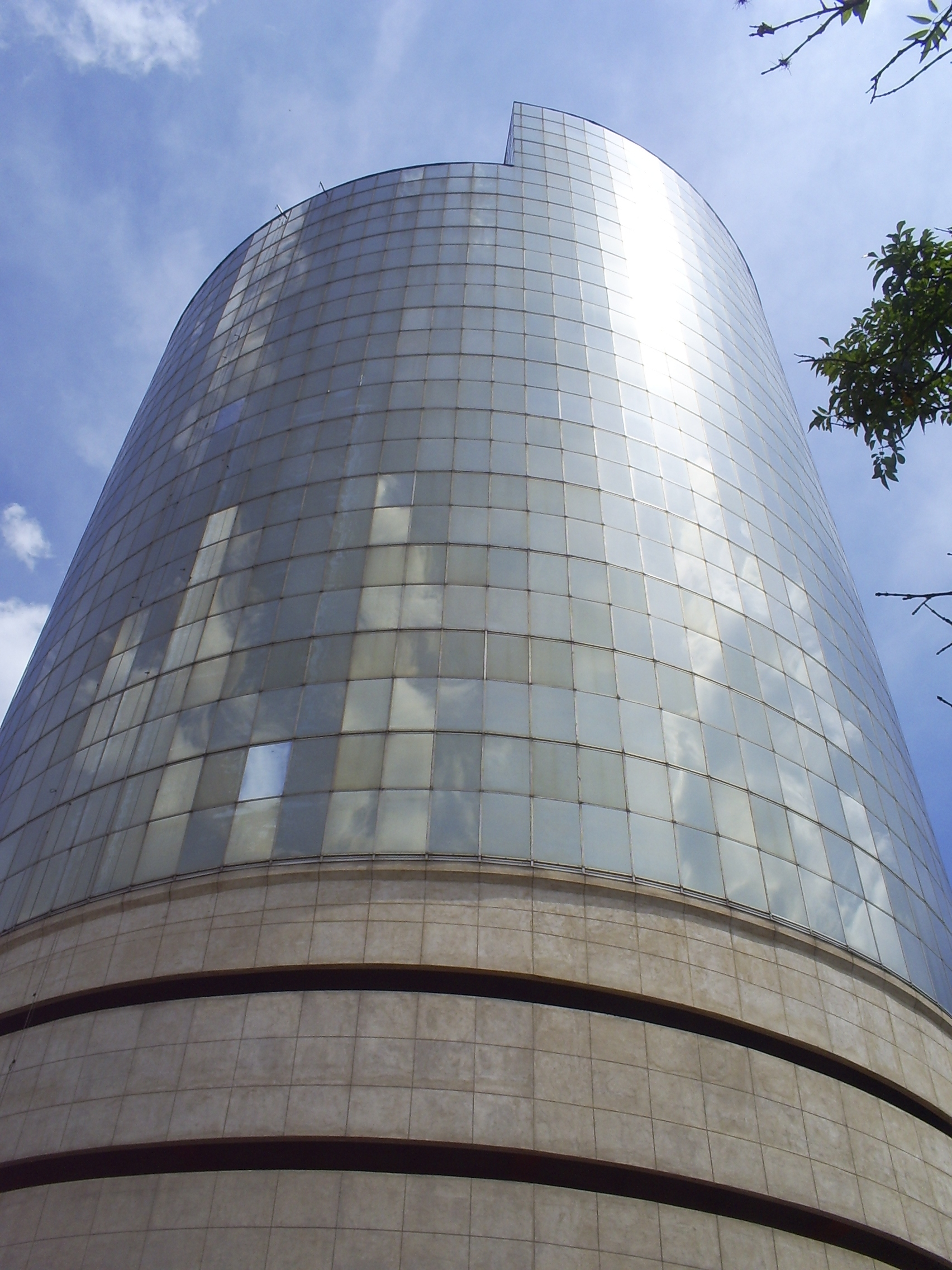
Edificio Torre de Argos, sede del CTA.

El Centro promueve agendas de trabajo, mecanismos de acción y proyectos, destinados a construir relacionamientos efectivos, a través de flujos de conocimiento, entre los sectores público, investigativo, educativo y empresarial, con el fin de convertir el conocimiento, la ciencia y la tecnología, en factores dinamizadores del progreso económico y social de Antioquia y Colombia. Lo anterior teniendo como punto de referencia los desarrollos de la sociedad del conocimiento en los escenarios nacional e internacional.
El Centro es, además, Centro Regional de Productividad para Antioquia, y es responsable de la secretaría técnica del Consejo Departamental de Ciencia y Tecnología -CODECyT-.

### Parque Tecnológico de Antioquia
El Parque Tecnológico de Antioquia S.A. (PTA) está ubicado en el municipio de El Carmen de Viboral (a 60 km de la ciudad de Medellín). Fue inaugurado el 2003, nace como propuesta de la Universidad de Antioquia en asocio con el Gobierno Departamental y el sector productivo.
El PTA es una organización gestionada por profesionales especializados con el objetivo fundamental de incrementar la riqueza de la región y de promover la cultura de la innovación. Así mismo, también tiene como finalidad fomentar la competitividad de las empresas y las instituciones generadoras de conocimiento instaladas o asociadas al parque.
El PTA estimula y gestiona el flujo de conocimiento y tecnología entre universidades, instituciones de investigación, empresas y mercados; impulsa la creación y el crecimiento de empresas que ofrezcan innovaciones pertinentes a la sociedad a partir del avance del conocimiento.
Además, participa activamente en la construcción de una cultura más sostenible en lo social, en lo ambiental y en lo económico. Una de sus principales tareas es la de apoyar la cercanía y trabajo conjunto entre Universidad-Empresa-Estado.

### Centro Nacional de Producción Más Limpia y Tecnologías Ambientales de Colombia
El Centro Nacional de Producción Más Limpia y Tecnologías Ambientales de Colombia (CNPMLTA) es una corporación mixta, sin ánimo de lucro, regida por el derecho privado, de cubrimiento nacional, independiente y autónoma, de tipo tecnológico, y con estructura empresarial. El CNPMLTA se encarga de apoyar el fortalecimiento y la competitividad del sector empresarial privado y público en temas que involucren el desarrollo sostenible, en el ámbito nacional e internacional.
Fue fundado el 18 de marzo de 1998, como resultado de un trabajo de cooperación conjunta de un grupo promotor conformado por instituciones públicas de orden local, regional y nacional, empresas privadas, gremios, asociaciones, universidades (incluida la U. de A.), autoridades ambientales, y el Gobierno Suizo, a través de la Oficina Federal de Asuntos Económicos en el exterior (BAWI), y el Instituto Federal de Pruebas de Materiales e Investigación -EMPA-, representada institucionalmente en Colombia por la Cámara de Comercio Colombo Suiza. El CNPMLTA se encuentra ubicado en la ciudad de Medellín y cuenta con 8 nodos regionales.

### Corporación Calidad
La Corporación Calidad es una entidad mixta sin ánimo de lucro, creada en 1991 en un esfuerzo combinado de Empresarios, Gobierno y Academia (incluida la U. de A.), como un centro de desarrollo tecnológico que investiga, desarrolla y difunde masivamente conocimientos y tecnologías en gestión de organizaciones, para hacerlas viables y exitosas en un mundo cada vez más globalizado.
Es un proyecto que combina la formulación y ejecución de proyectos para el desarrollo con la prestación de servicios de alto nivel, todos con el propósito de mejorar la calidad de vida de la comunidad.
Durante 16 años ha transferido innovación en gestión a las organizaciones públicas y privadas de Colombia, dando lugar a la creación y desarrollo de un novedoso y efectivo Sistema de Gestión Integral, aplicado hoy por las más exitosas empresas del país. Con el trabajo buscan contribuir a la creación de organizaciones socialmente sanas y económicamente exitosas que generen progreso, bienestar y trabajo para los ciudadanos.

### Centro Integral de Servicios Empresariales
El Centro Integral de Servicios Empresariales -CREA-ME- es una organización mixta de carácter privado, creada en 1996 por más de 29 instituciones del sector productivo, académico (incluida la U. de A.), público y gremial, dado respuesta a una necesidad latente de generación de espacios que motivaran la renovación de la clase empresarial, el nacimiento de la cultura emprendedora y diera inicio a la era del Conocimiento en la región.
Inicialmente la entidad se conoció como Incubadora de Empresas de base Tecnológica de Antioquia (IEBTA), pero al cumplir los 10 años en 2006, la IEBTA se convirtió en CREA-ME diseñado para fortalecer y dinamizar la labor de empresas ya existentes, la idea de negocio que siempre ha tenido y los planes de desarrollo de su municipio o departamento. La entidad pone al servicio todas las herramientas de gestión, administración y proyección para que la comunidad interesada logre sus indicadores y metas.
Crea-me es una agencia para la formulación, gerencia e implementación de empresas, programas, proyectos y estrategias de desarrollo productivo, competitivo y empresarial.

## Convenios educativos

### Convenios nacionales
- Asociación Colombiana de Universidades -ASCUN-
- Fondo de Desarrollo de la Educación Superior -FODESEP-
- Sistema Interinstitucional de un Grupo de Universidades Encaminado a la Movilidad Estudiantil -SIGUEME-
- Red Universitaria Antioqueña -RUANA-
- Red de Educación Nacional de Tecnología Avanzada -RENATA-
- Subsistema de Educación Superior de Antioquia -SESA-

### Convenios internacionales
- Universia Red universitaria Iberoamericana
- Asociación Universitaria Iberoamericana de Postgrado -AUIP-
- Red Europea-Latino Americana de Física de Altas Energías -HELEN-